# Thetis (thần thoại)

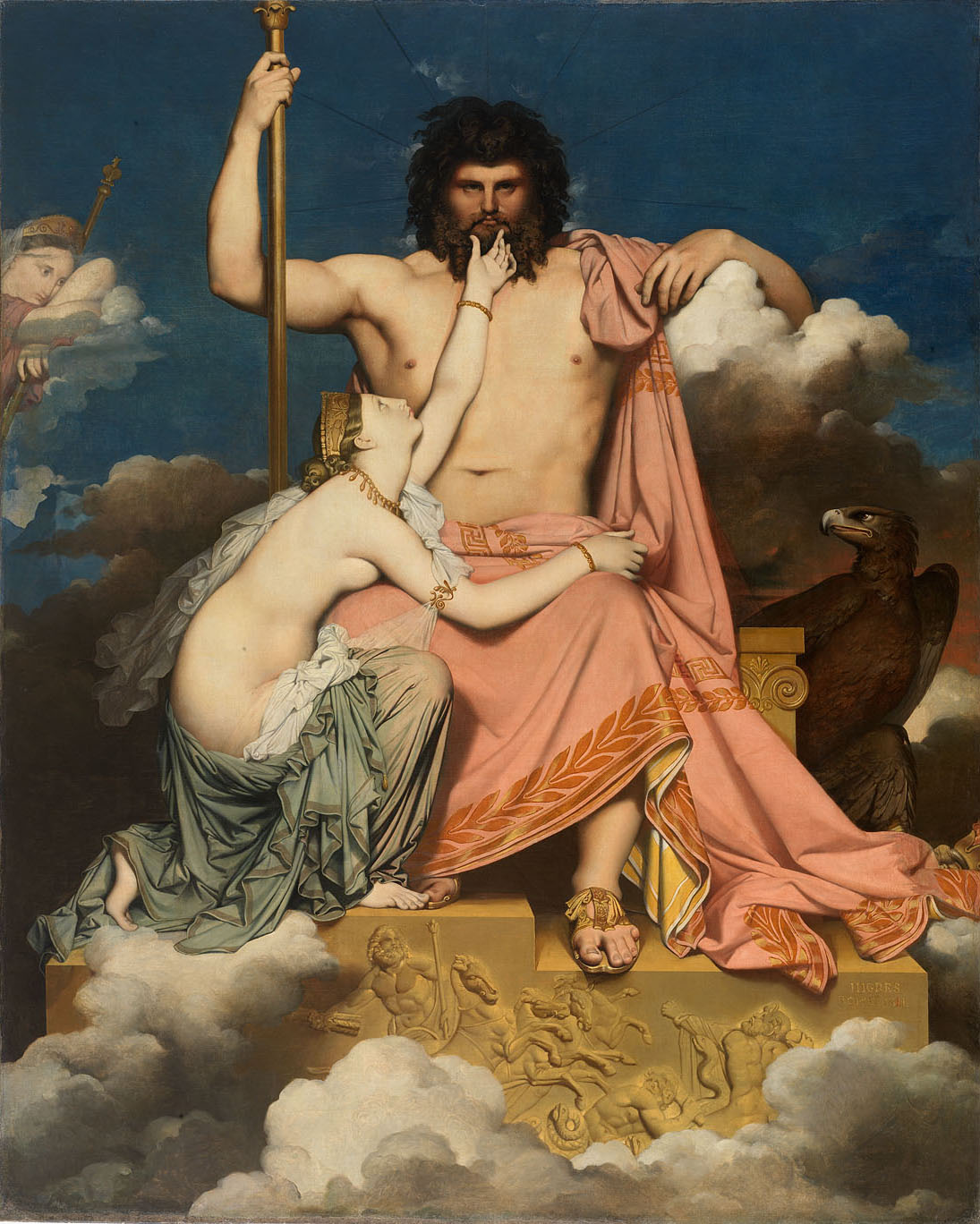
Thetis và Zeus

Thetis (/ˈθiːtɪs/; tiếng Hy Lạp cổ: Θέτις [tʰétis]) là một nữ thần biển cả trong Thần thoại Hy Lạp.
Ban đầu Zeus định cưới Thetis làm vợ chứ không phải là Hera, tuy nhiên thần Titan Prometheus đã đưa ra lời tiên tri là đứa con sau này của Zeus và Thetis sẽ lật đổ cha nó như ngày xưa Zeus đã làm với Cronos. Do đó Zeus hứa sẽ gả Thetis cho Peleus với điều kiện: ông phải thắng Thetis trong cuộc đấu tay đôi. Mất mấy ngày ông mới rình ra Thetis, lúc Thetis mới lên bờ thì Peleus lao tới ôm cực chặt. Không vùng vẫy được thì biến hóa nhưng bà biến con nào cũng không xong. Cuối cùng Thetis phải chịu khuất phục trước Peleus.
Đám cưới hai người tổ chức tại hang của Chiron. Cô dâu chú rể mời nhiều vị thần đến dự. Nhưng đám cưới của họ lại là nguyên nhân dẫn đến cuộc chiến thành Troia (Xem bài Phán xét của Paris)
Trong tiệc cưới, họ đã không mời Eris, nữ thần gây bất hòa và cãi lộn nên nữ thần này đã thả quả táo xuống bàn và lăn về phía 3 nữ thần: Hera, Athena, Aphrodite. Trên quả táo có khắc chữ tặng người đẹp nhất và cả ba cãi nhau bất phân thắng bại. Họ đưa lên thần Zeus nhờ phân xử. Thần Zeus lại đưa cho Paris phân xử. Sau hồi phân xử, Paris đã đưa quả táo cho Aphrodite. Vì chuyện này mà nổ ra cuộc chiến tranh thành Troy.
Nữ thần Thetis sinh hạ dược 1 đứa con đặt tên là Achilles. Nữ thần rất yêu quý con của mình và nung nấu ý định là sẽ nhúng con vào sông Styx để các vũ khí đâm vào sẽ không bị hề hấn gì. Nữ thần còn gửi Achilles đến thần Chiron để dạy dỗ con mình. Lớn lên Achilles là 1 chàng trai mạnh khỏe. Chàng đã tìm đến vị vua của 1 đảo để trú ngụ và lấy vợ. Sở dĩ chàng làm như vậy vì chiến tranh nổ ra nên mẹ chàng đã đưa chàng đến hòn đảo đó. Trong suốt chiến tranh thành Troy, nữ thần Thetis luôn hỗ trợ Achilles.

## Hình ảnh

### Thetis, Peleus và Zeus

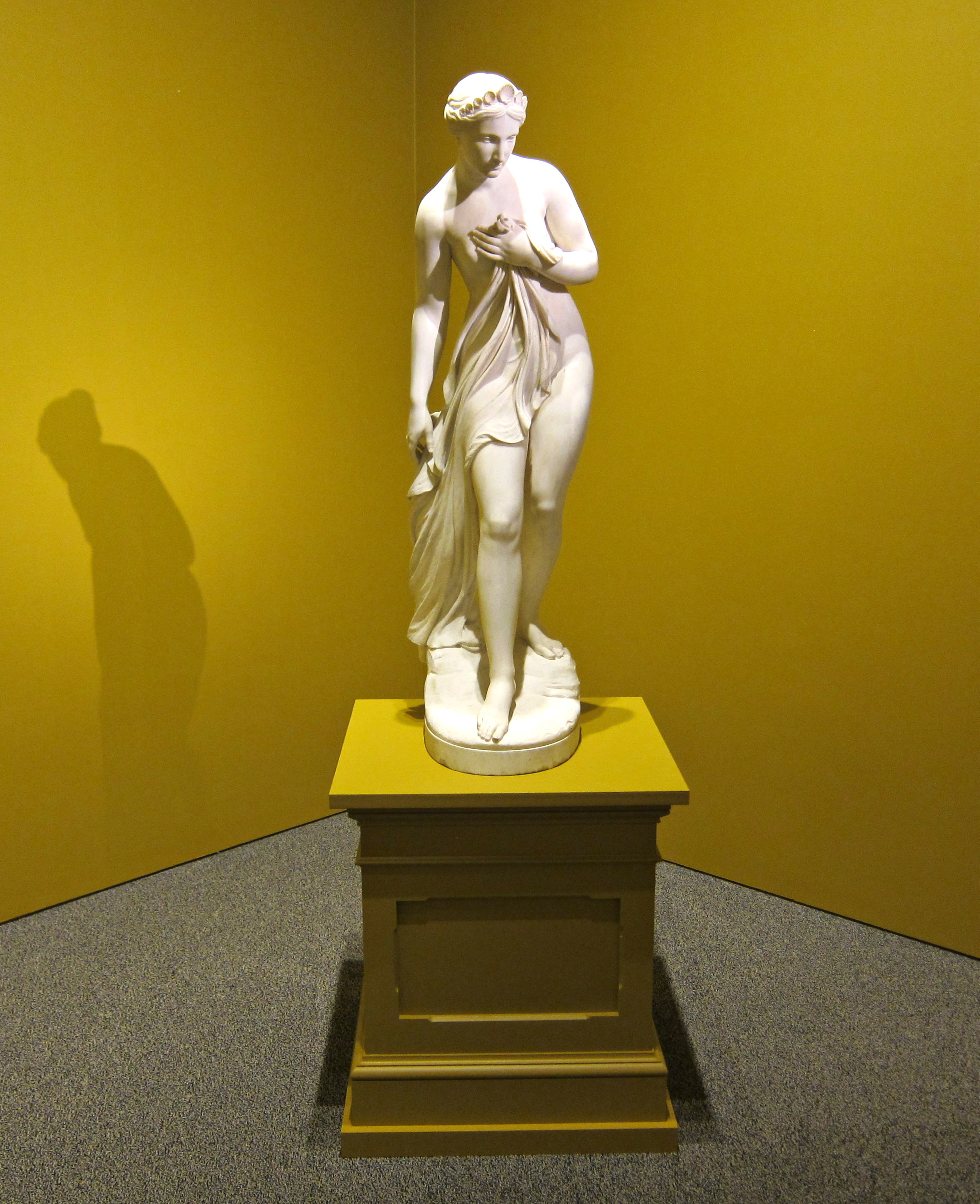
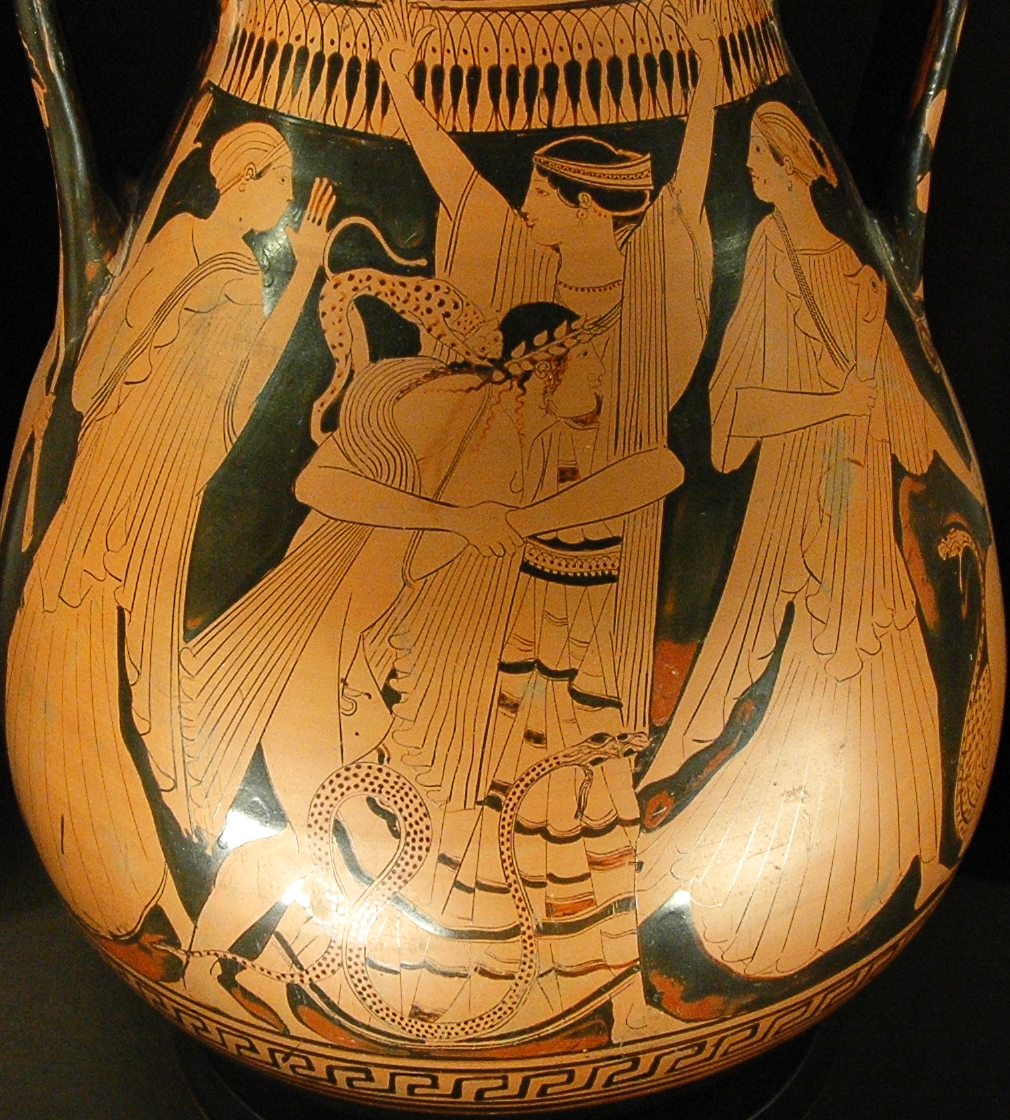
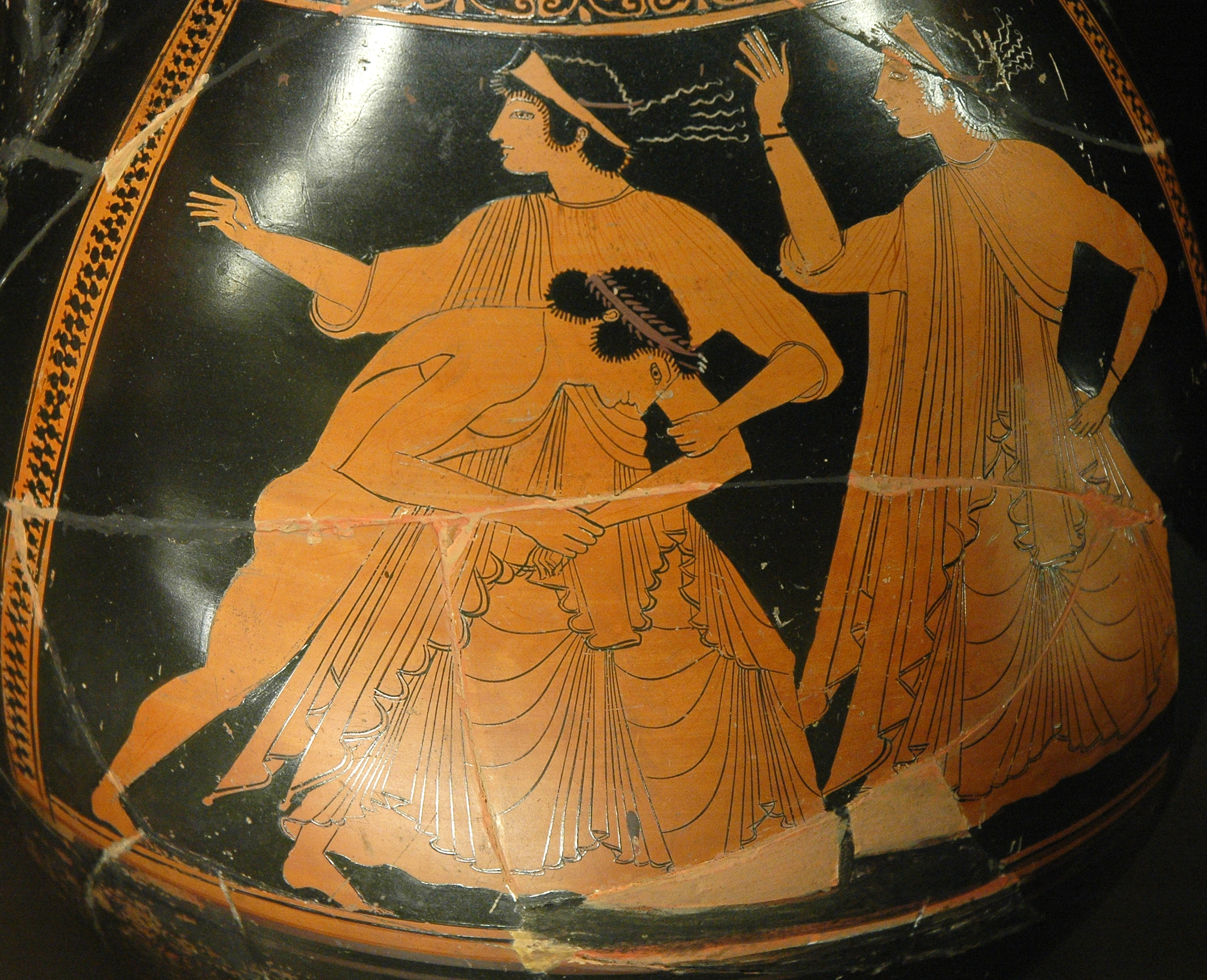
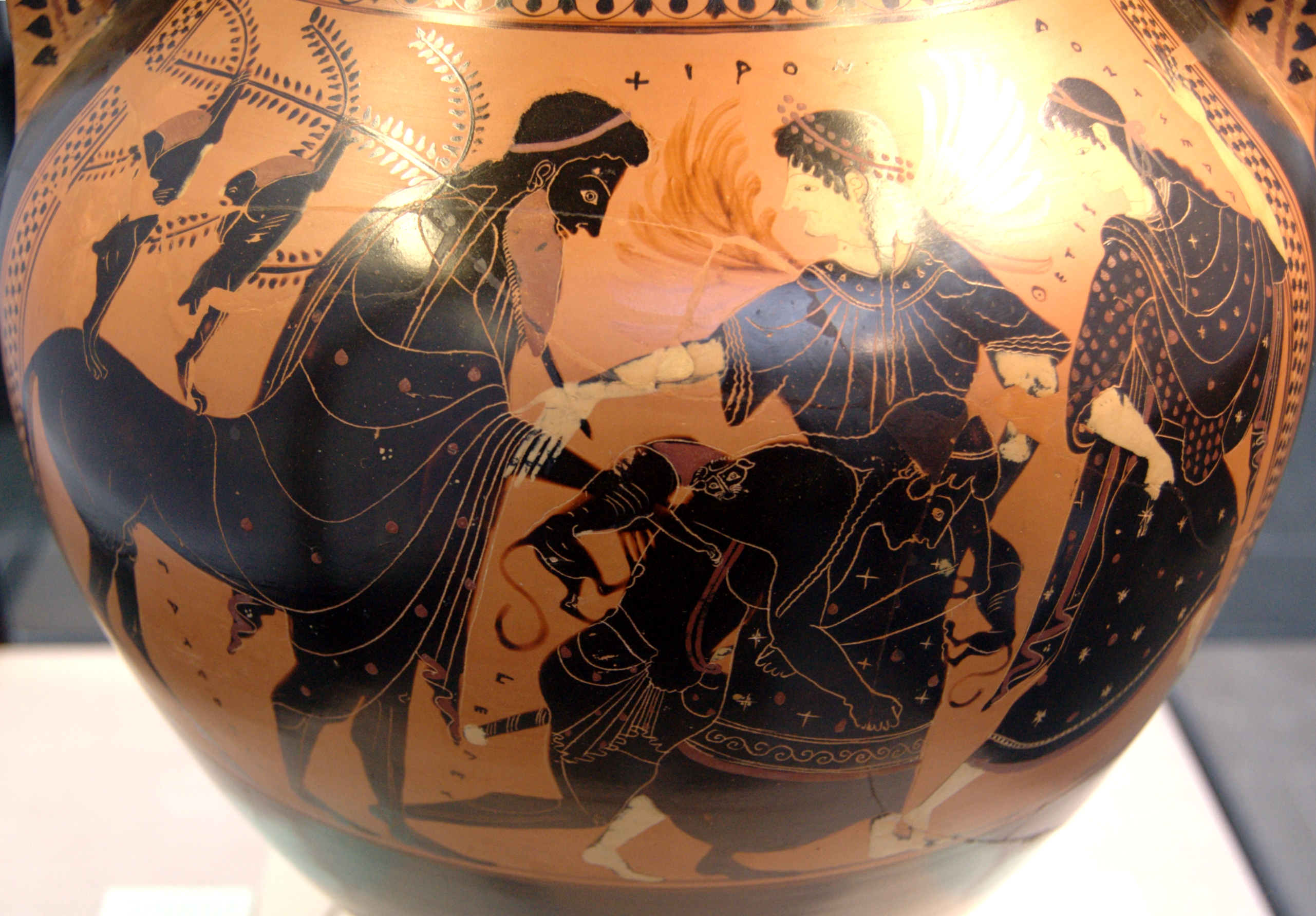
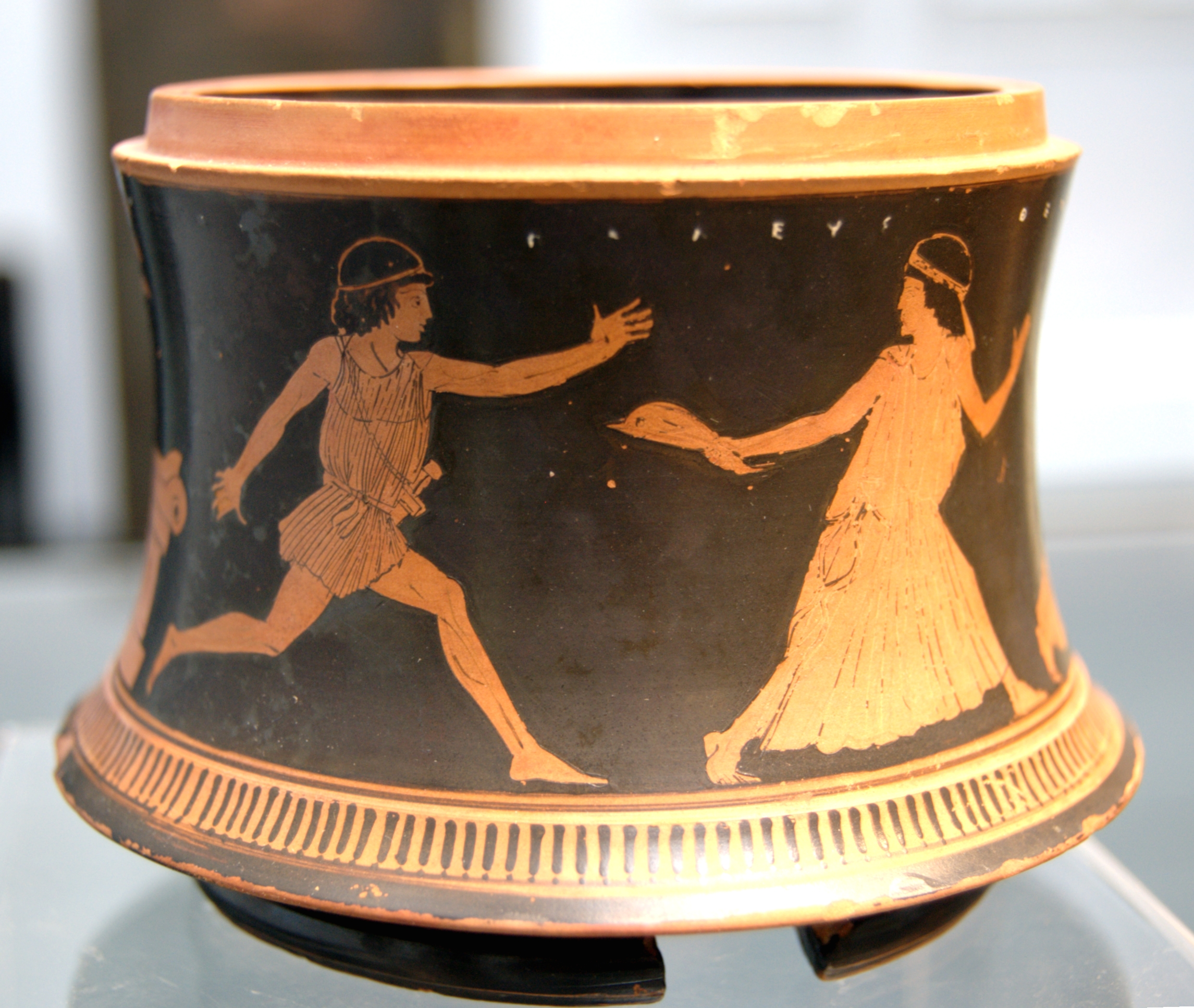
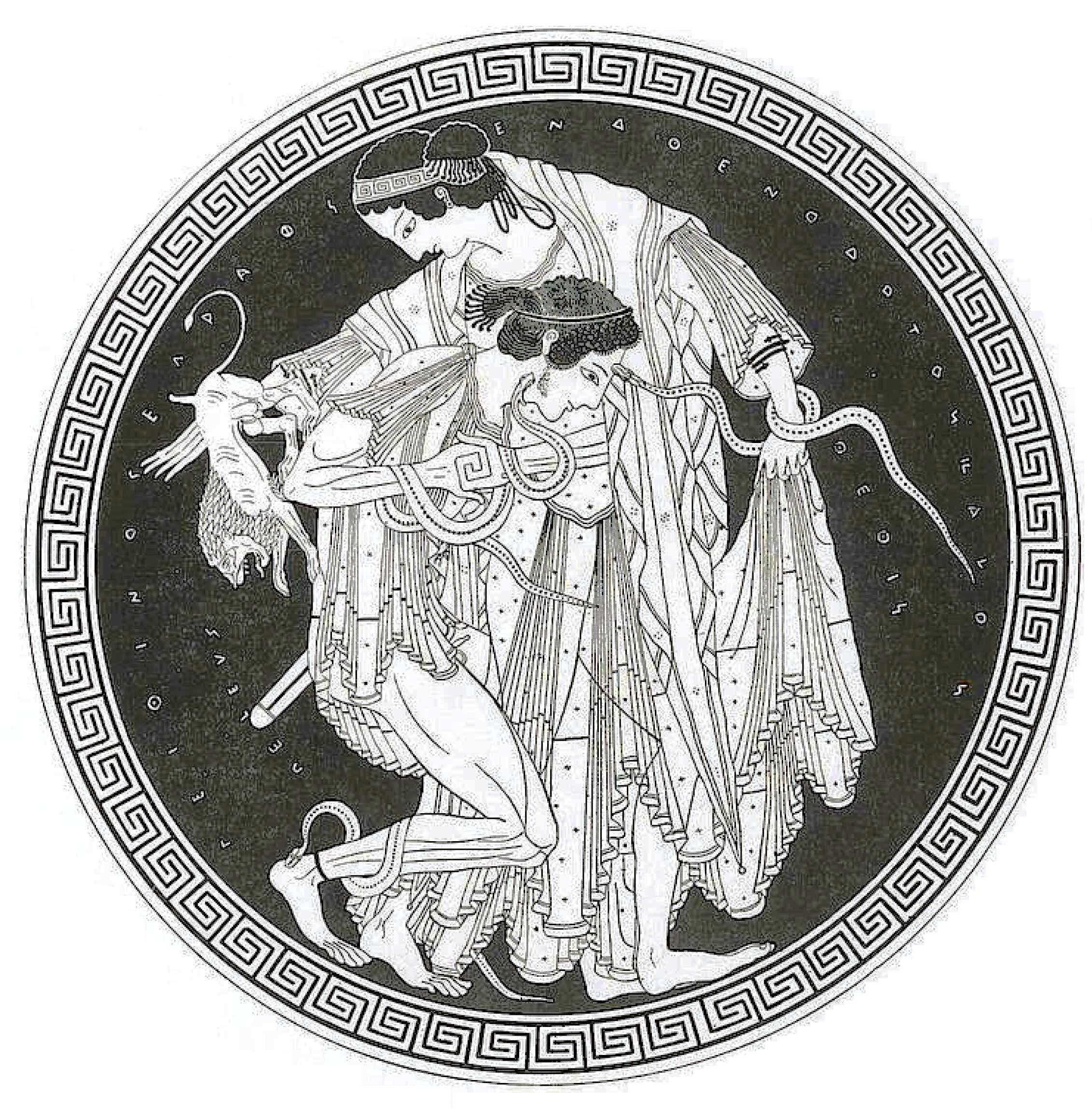
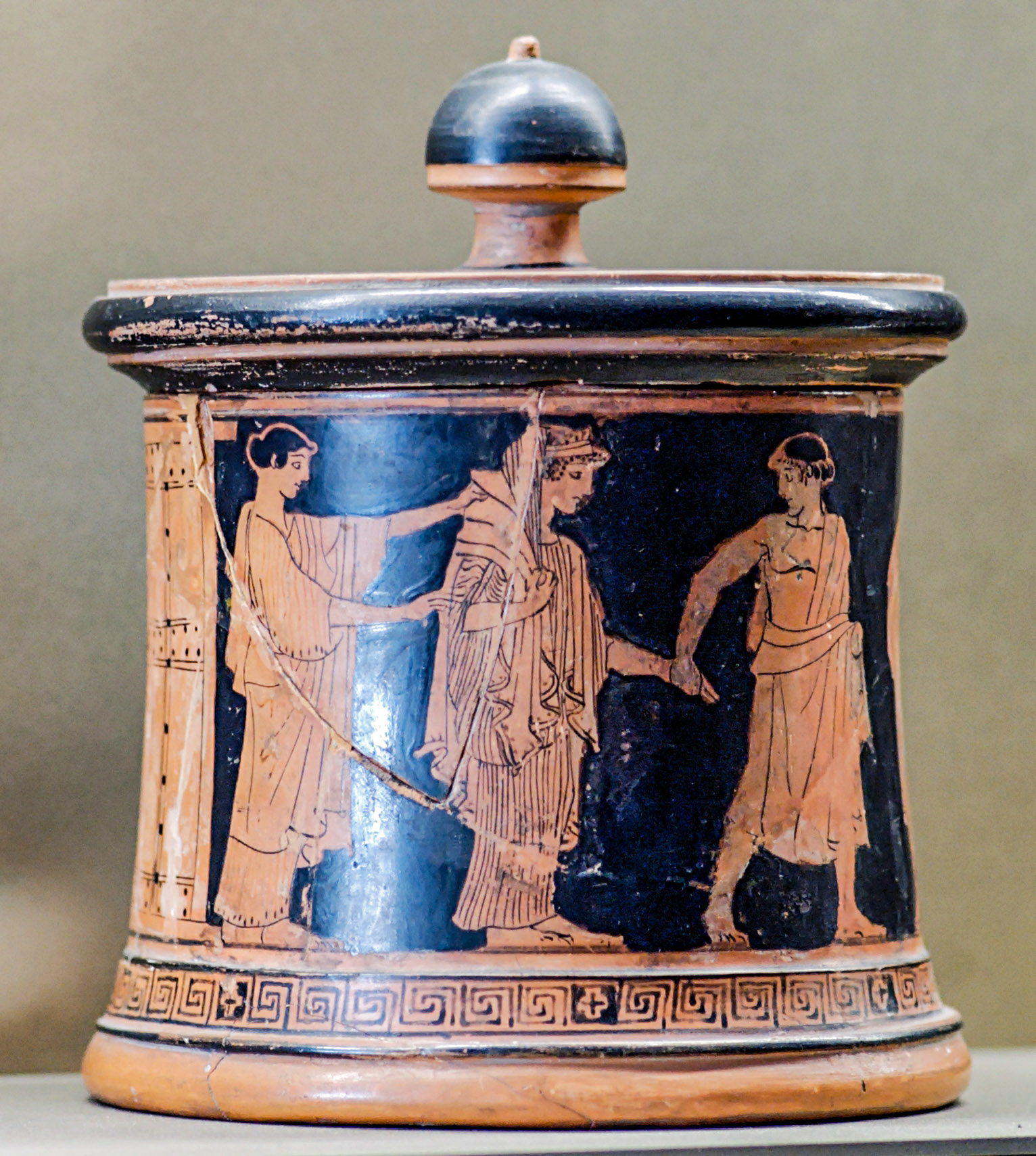
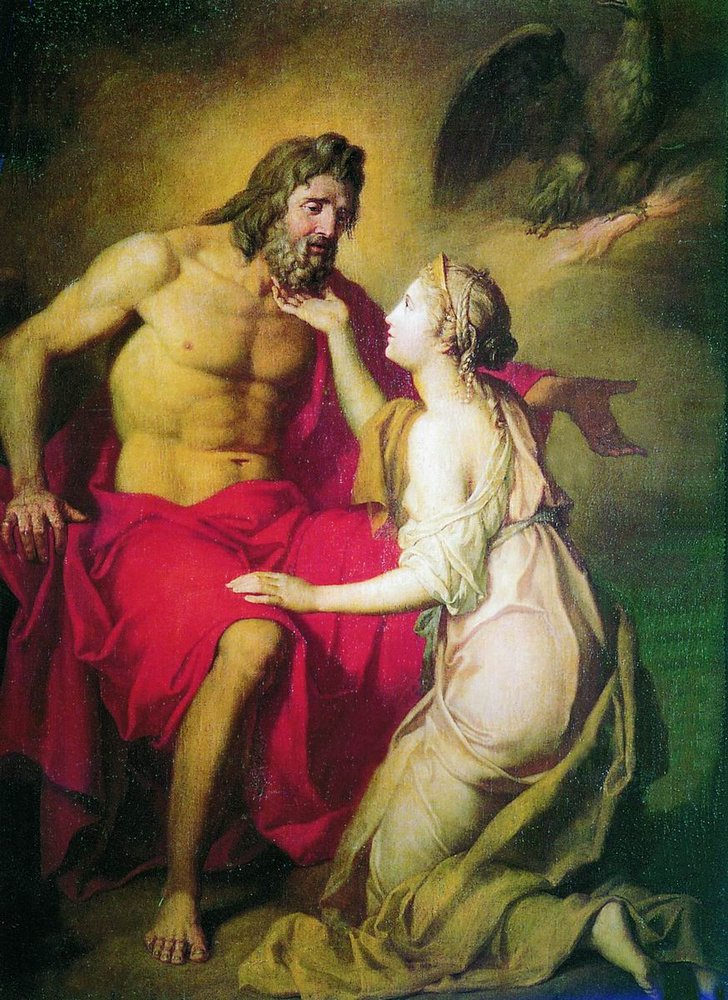
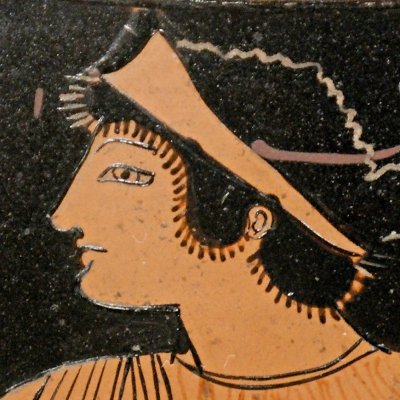
Đầu của Theits, chi tiết trong một tâc phẩm cổ đại, khoảng 510–500 trước Công nguyên, Louvre.
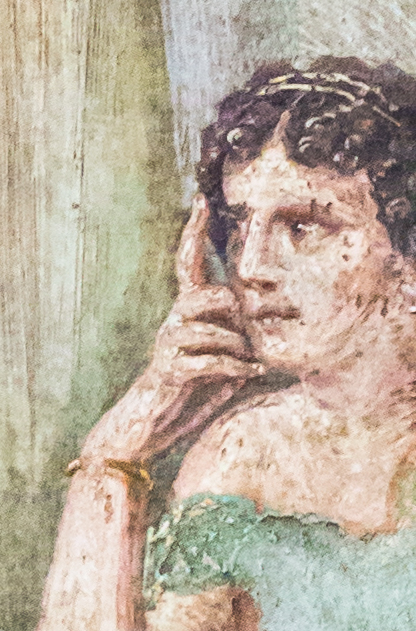
Thetis trong một bức tranh bích họa cổ ở Pompeii, thế kỉ thứ I

### Đám cưới của Peleus và Thetis

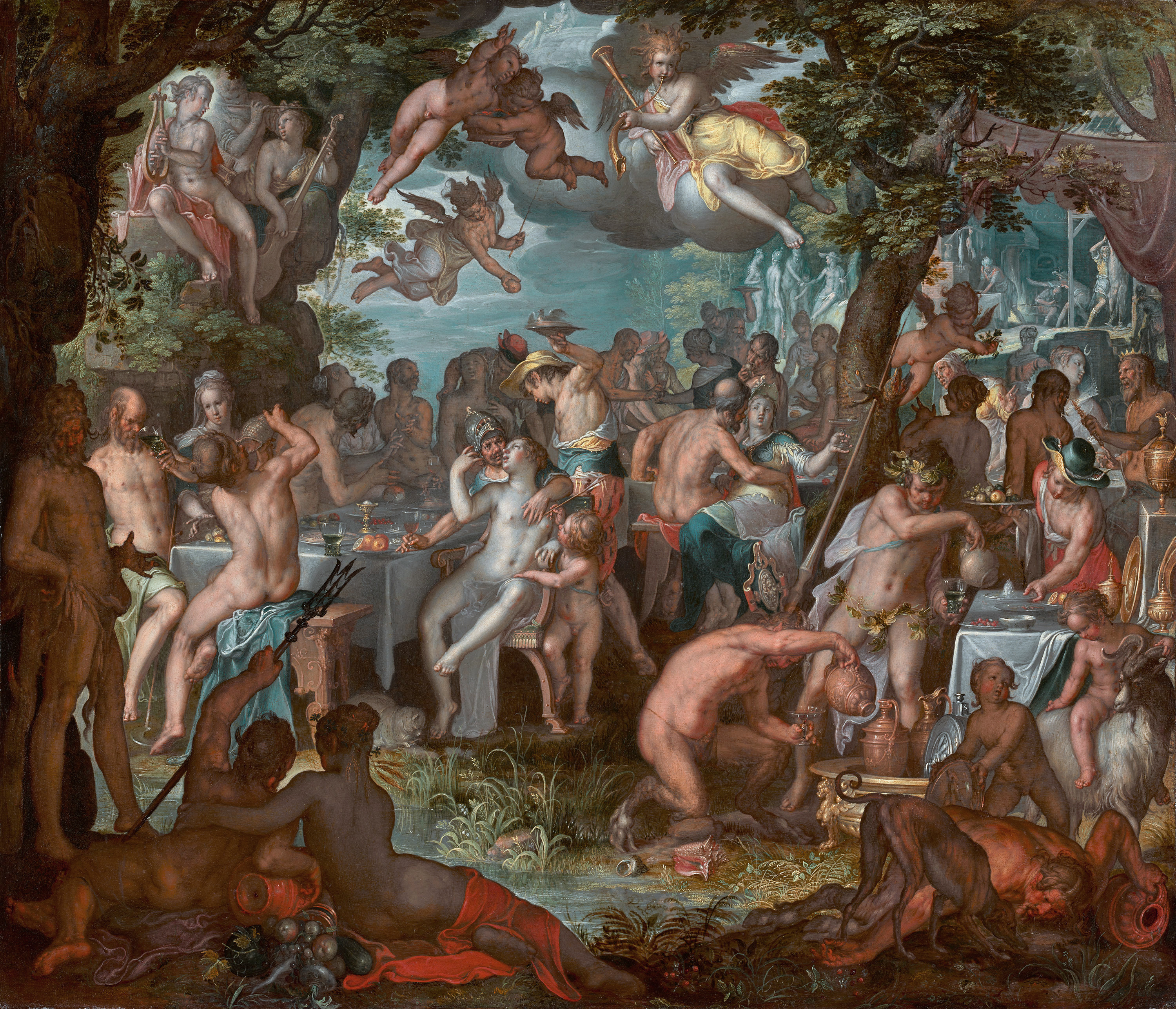
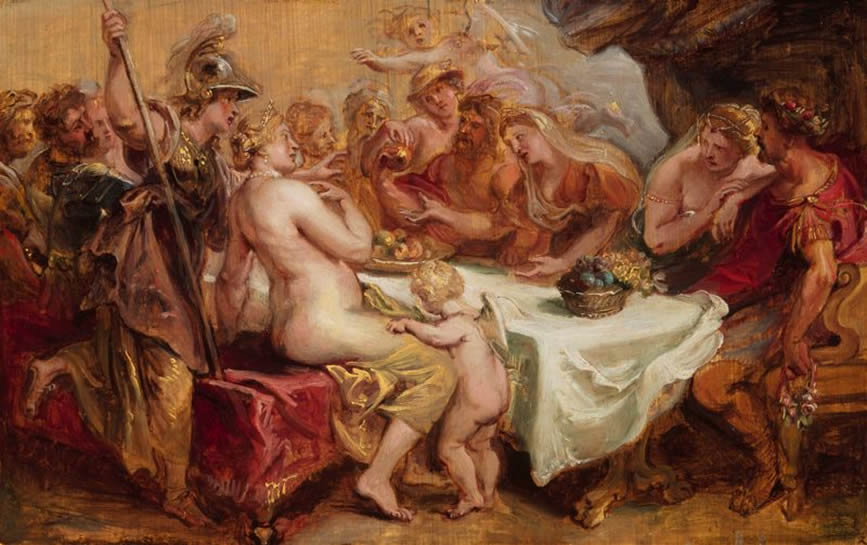
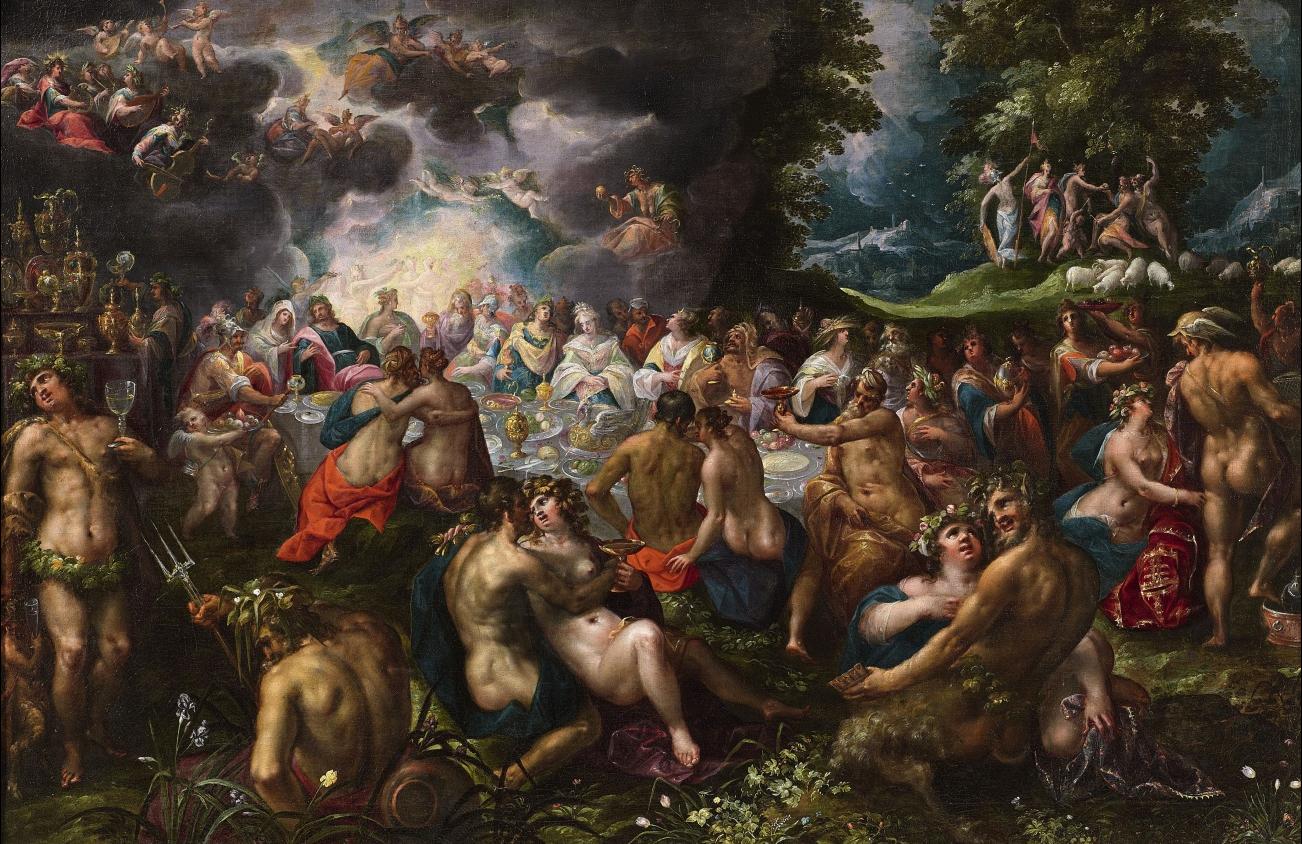
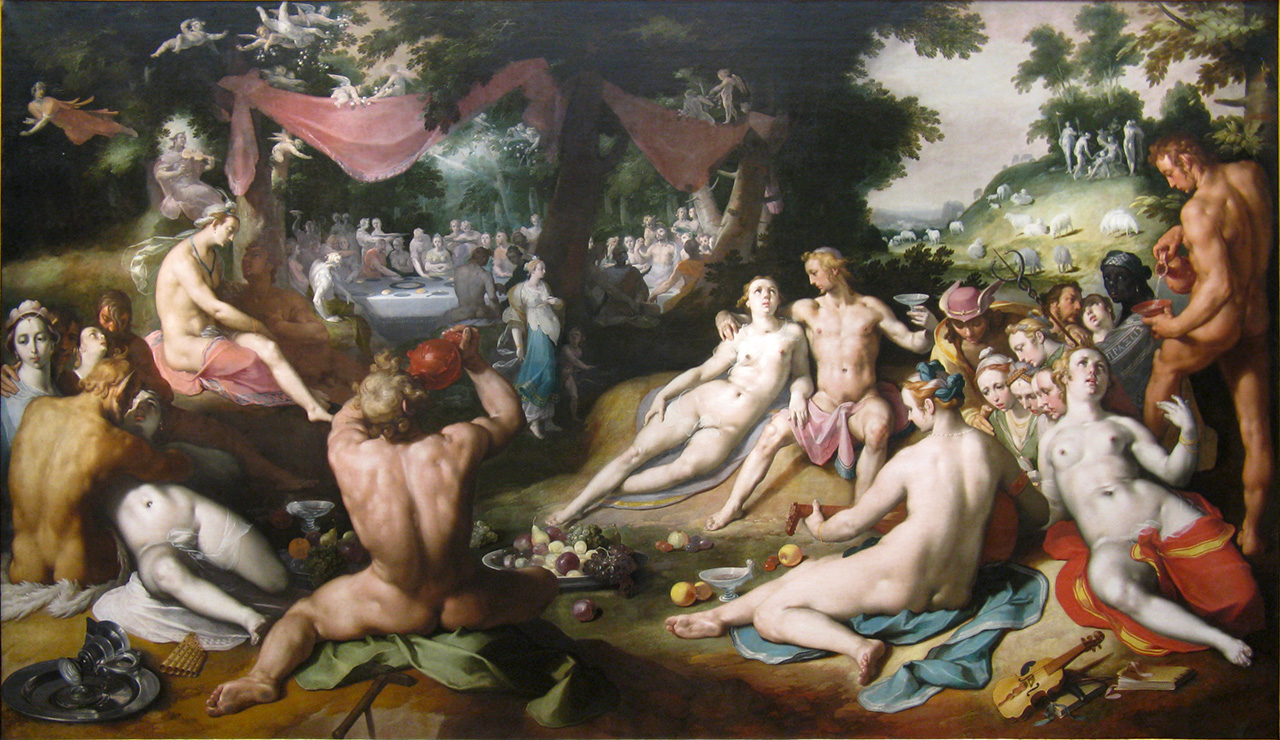
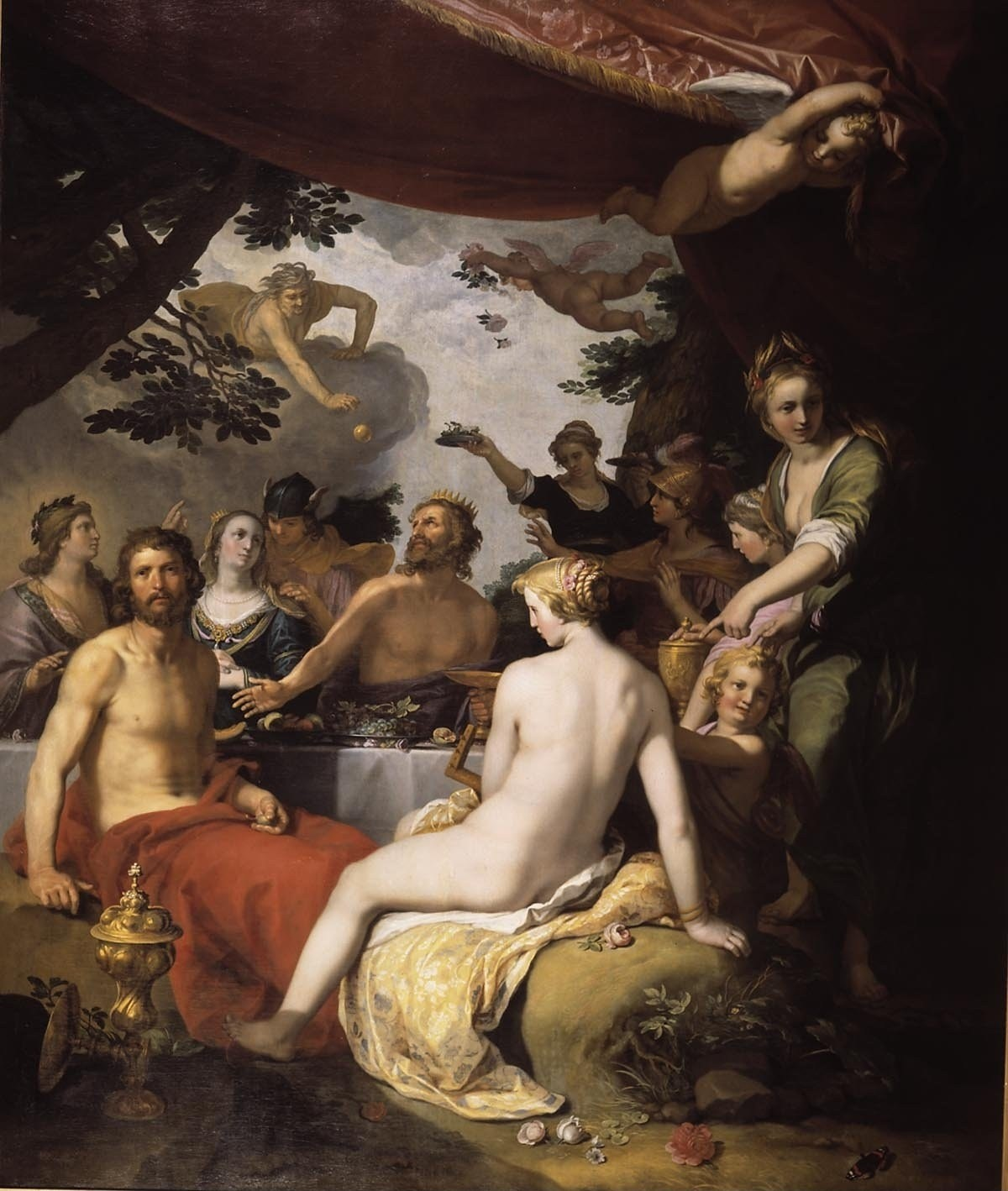
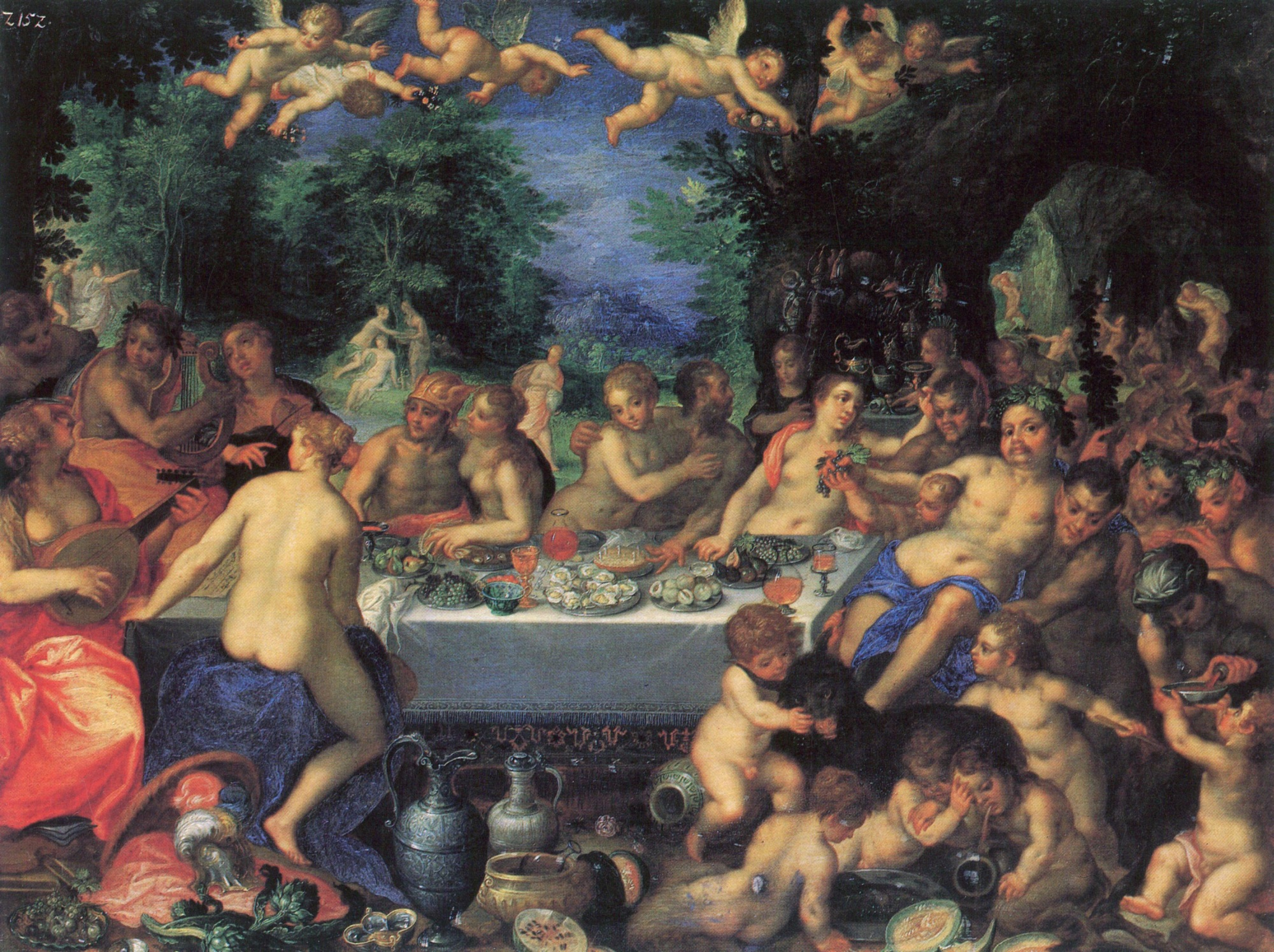
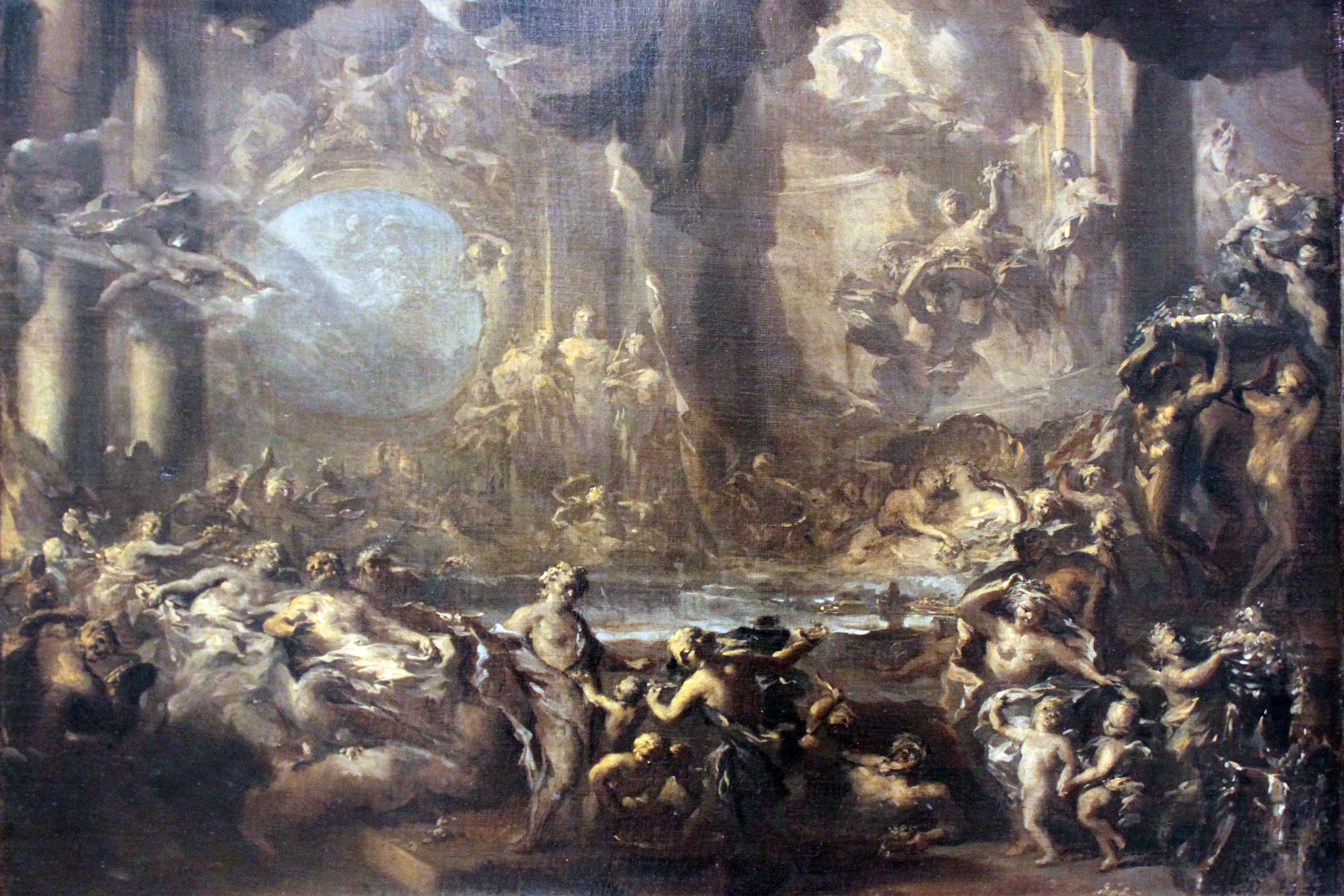
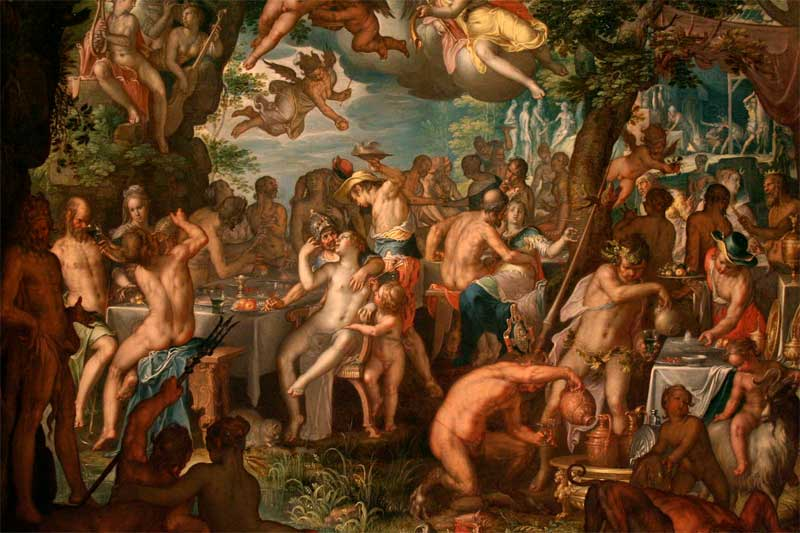
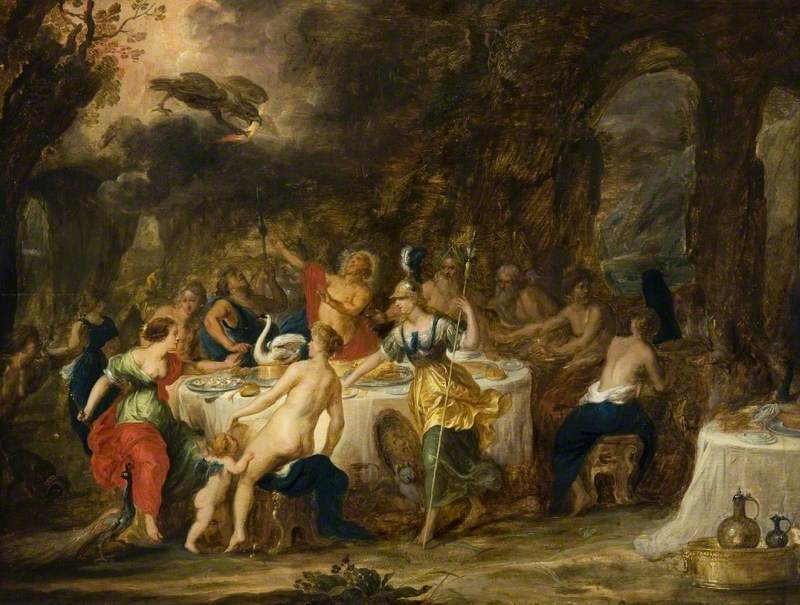
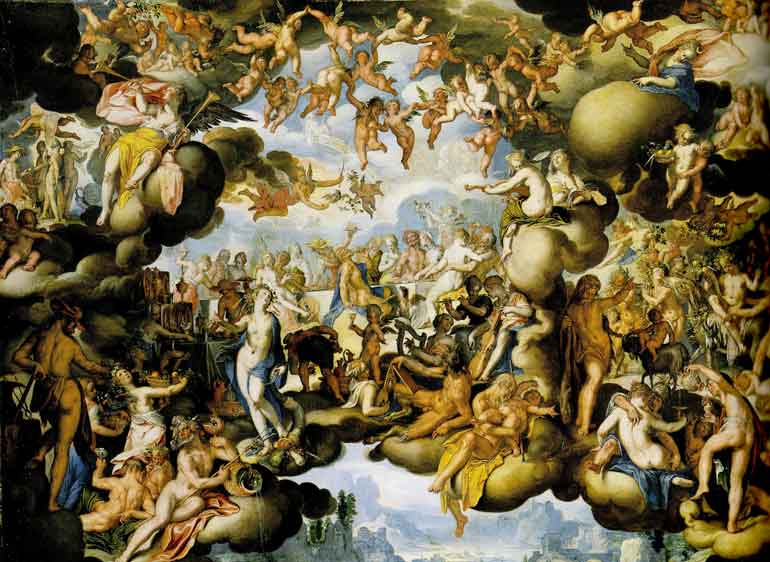
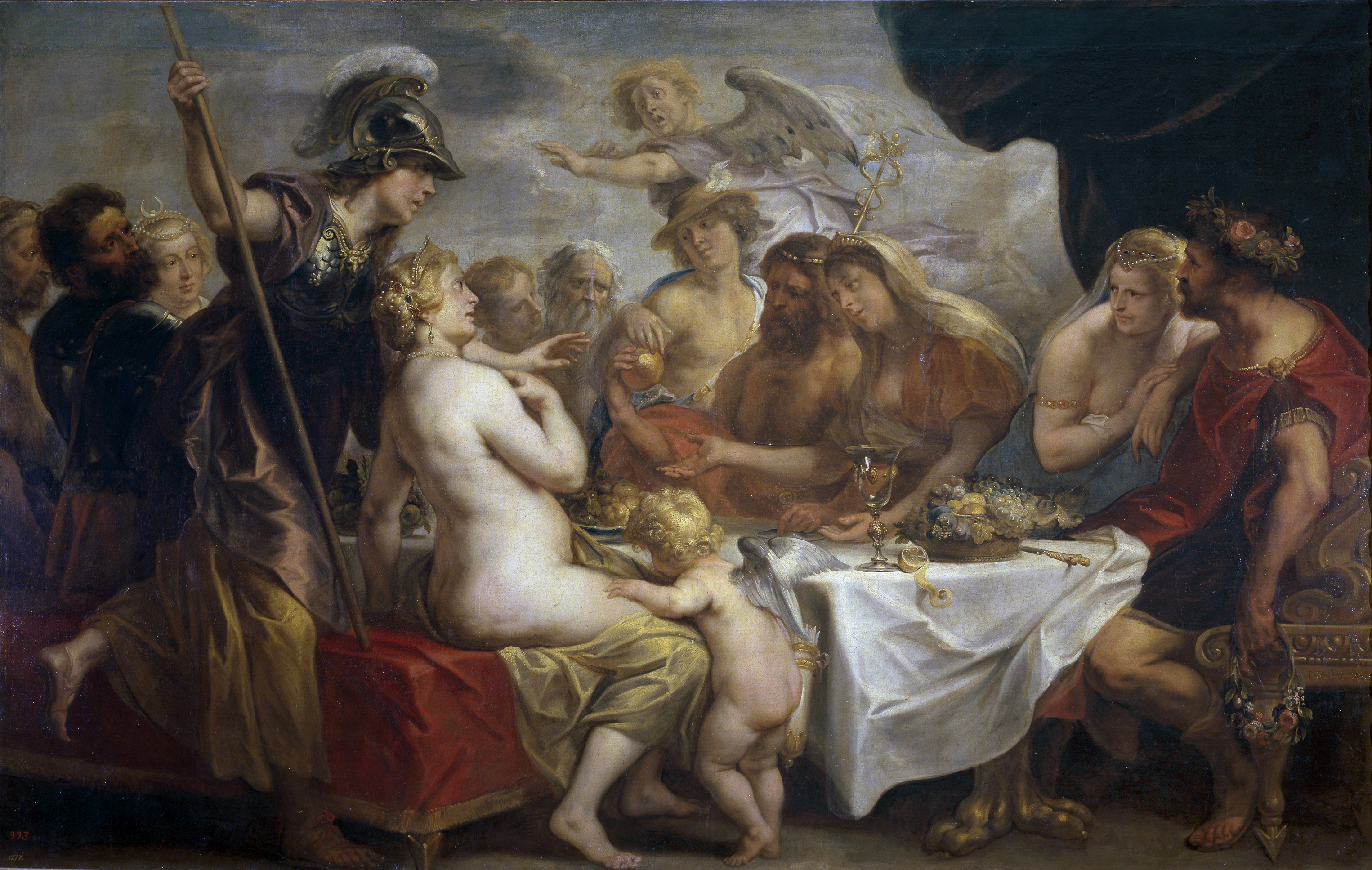
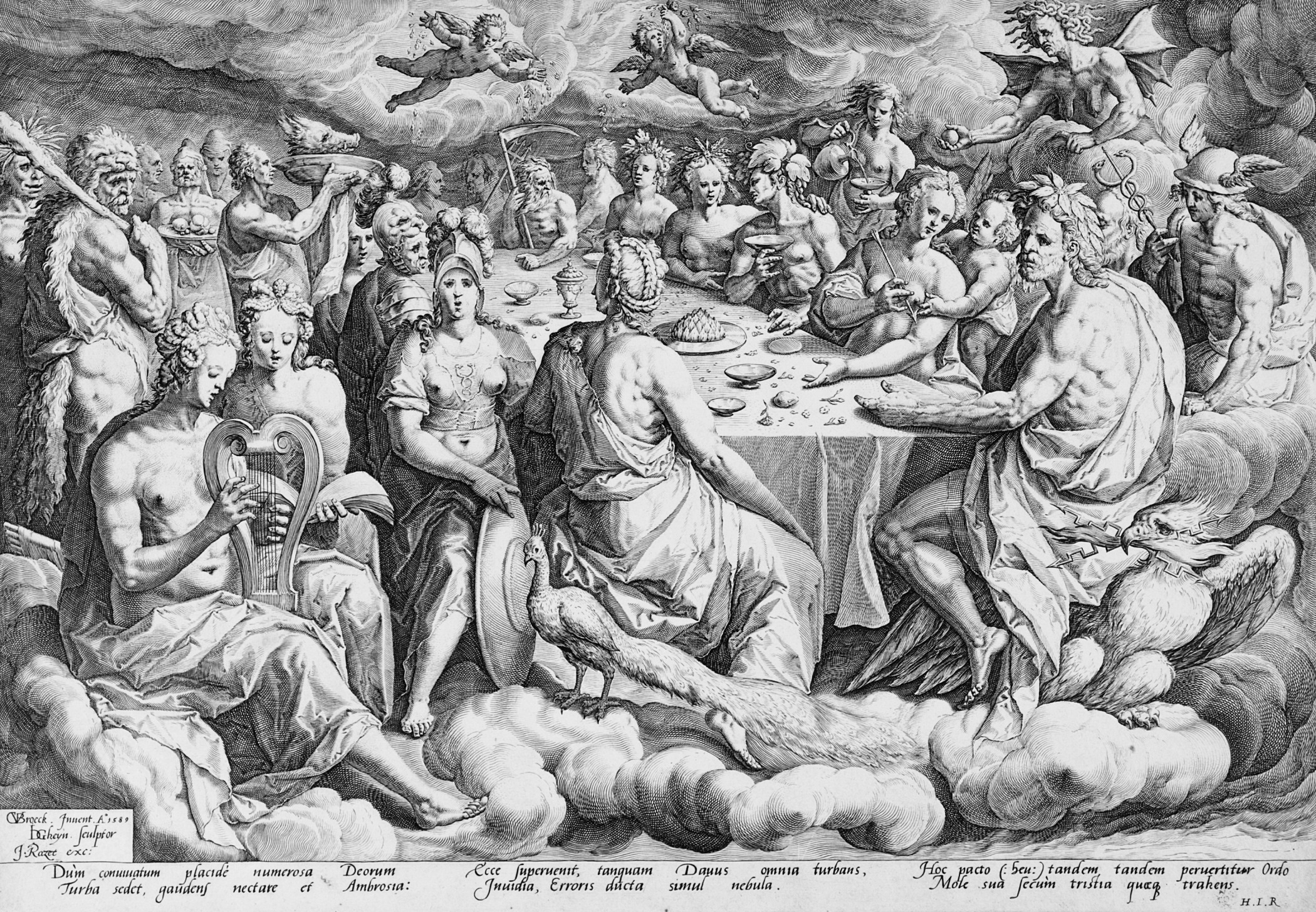
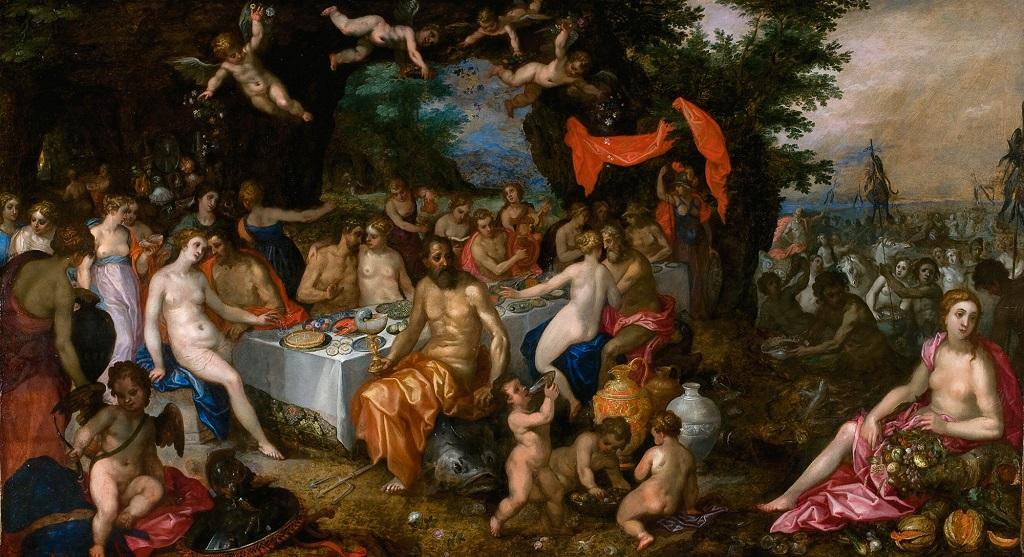
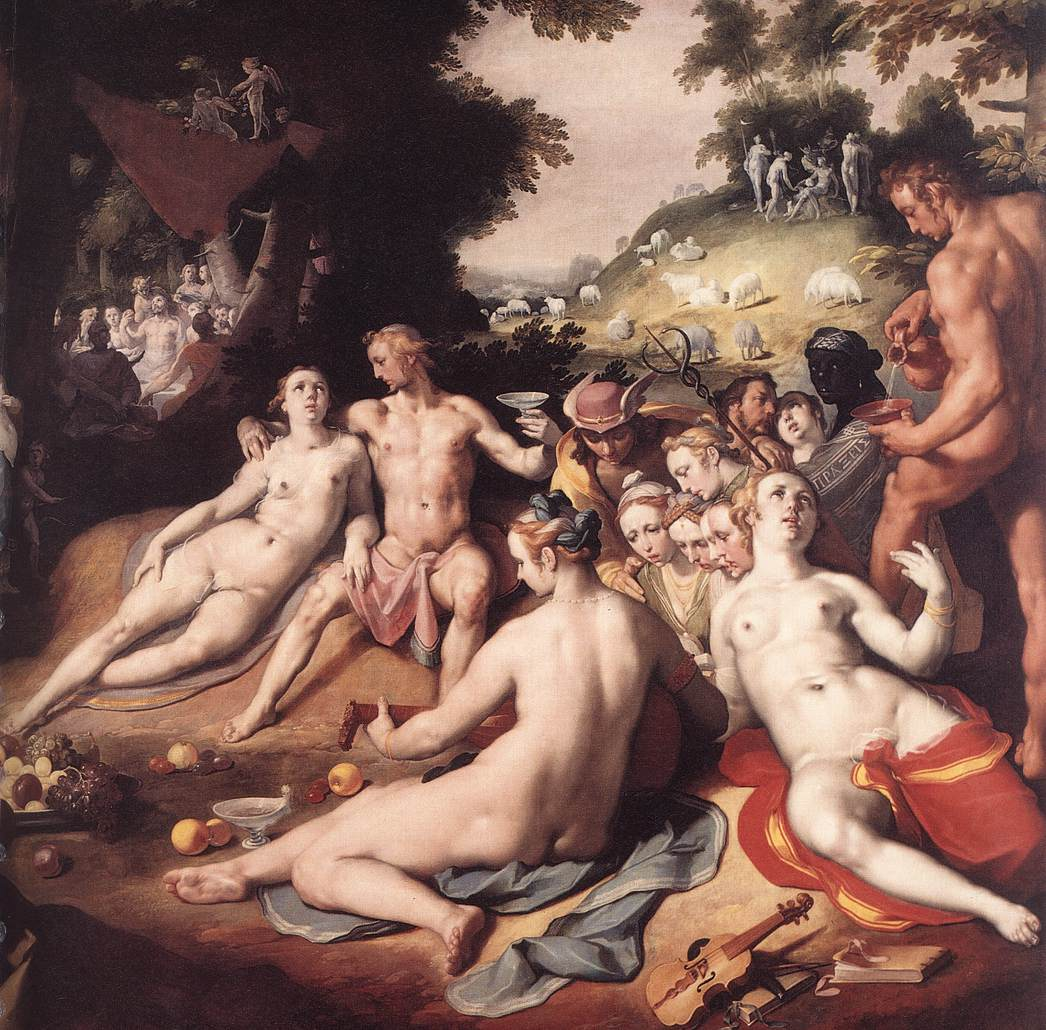
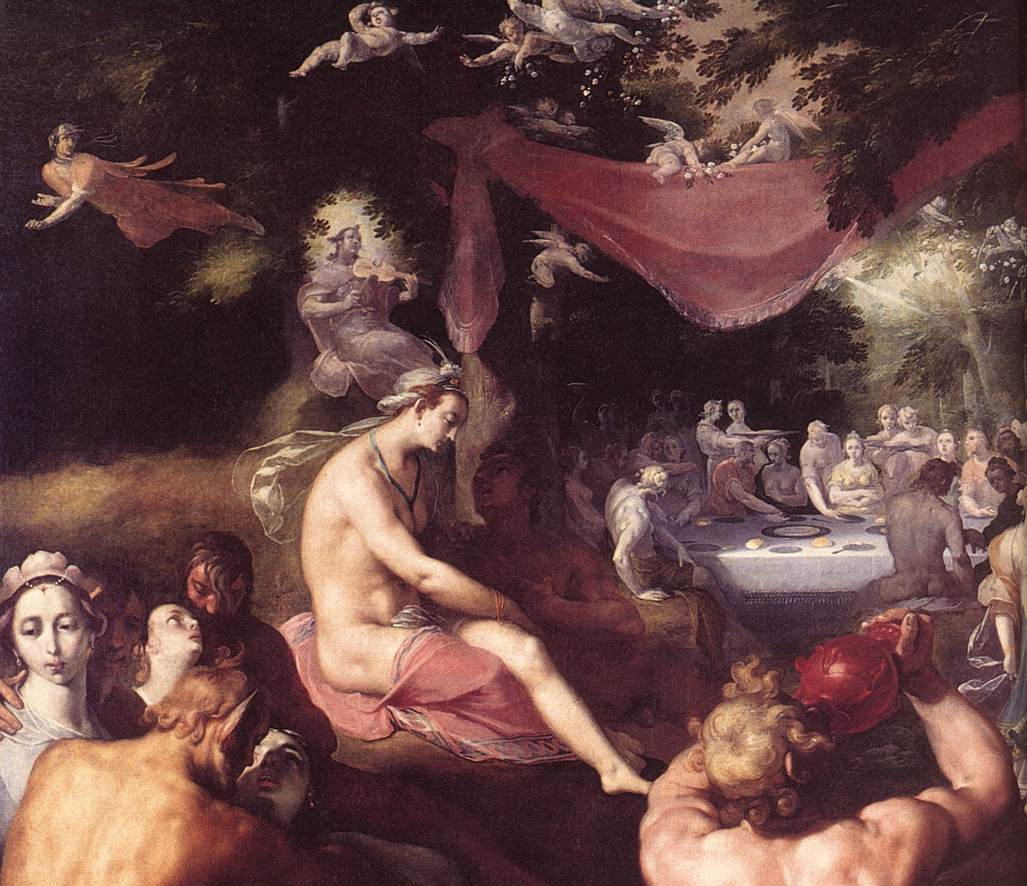
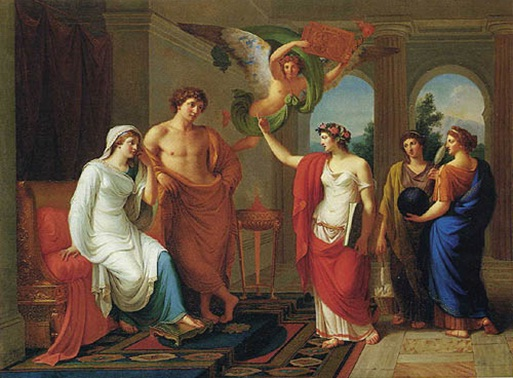
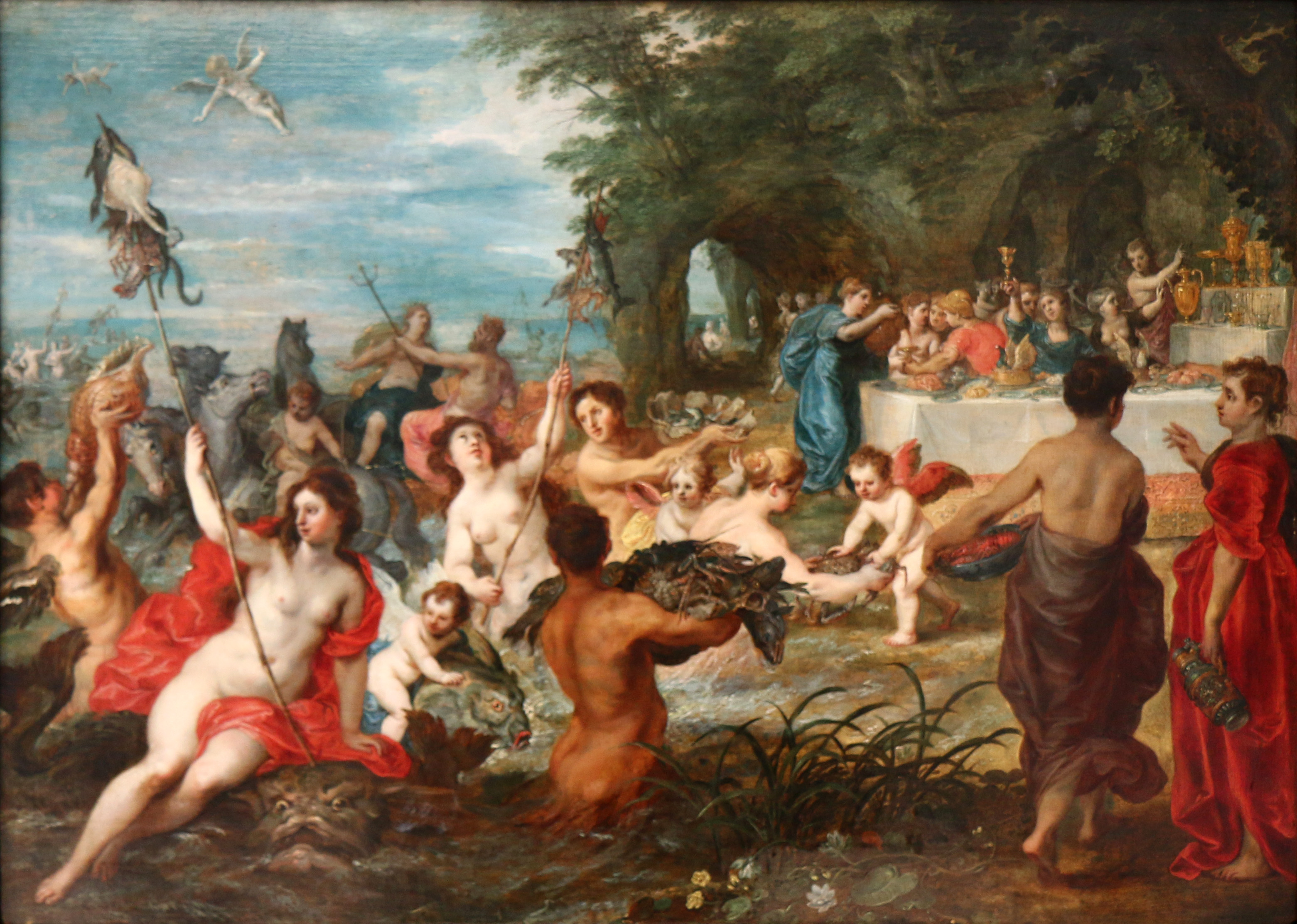
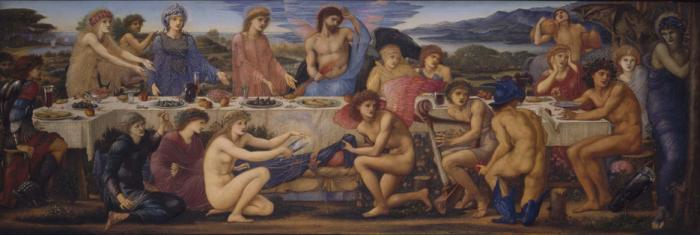
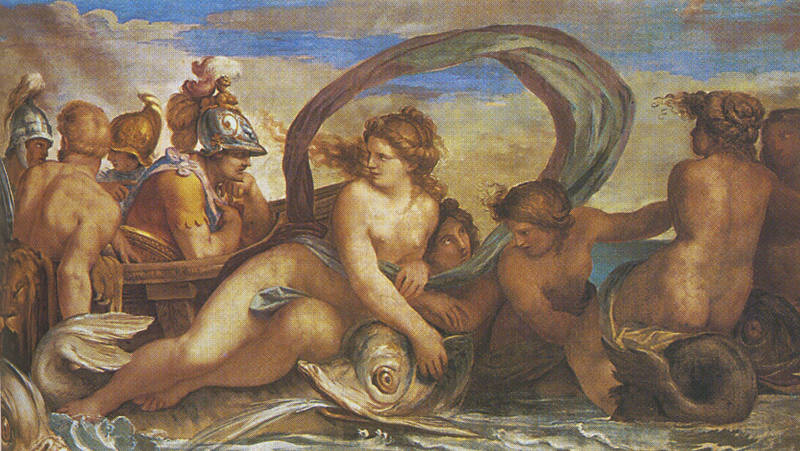
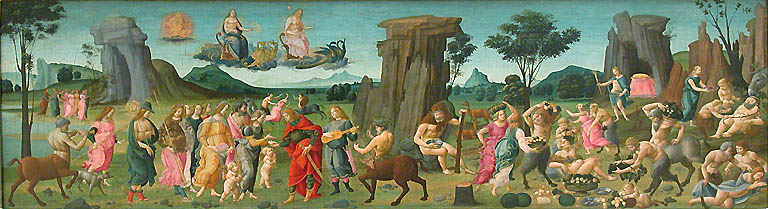
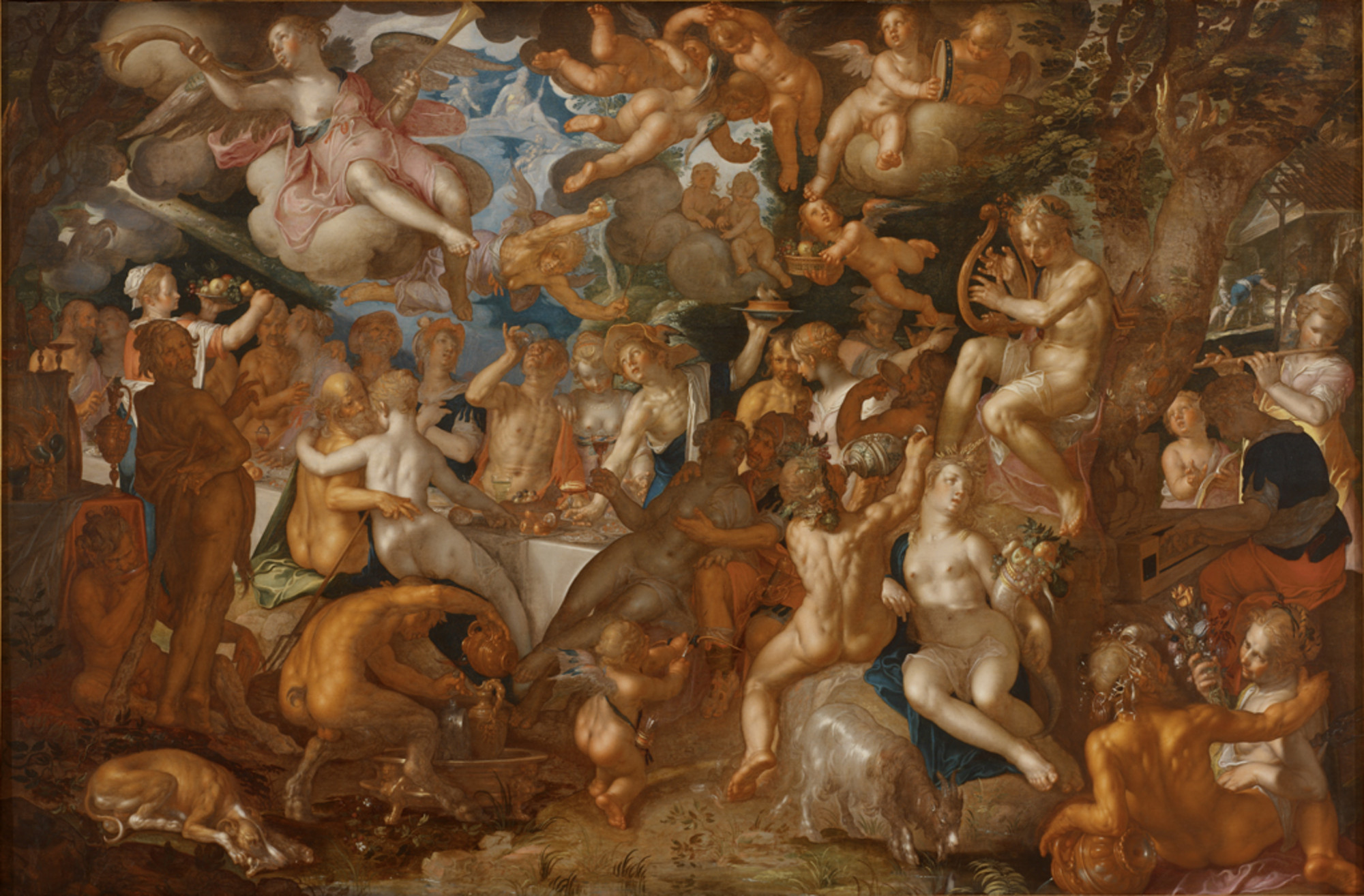
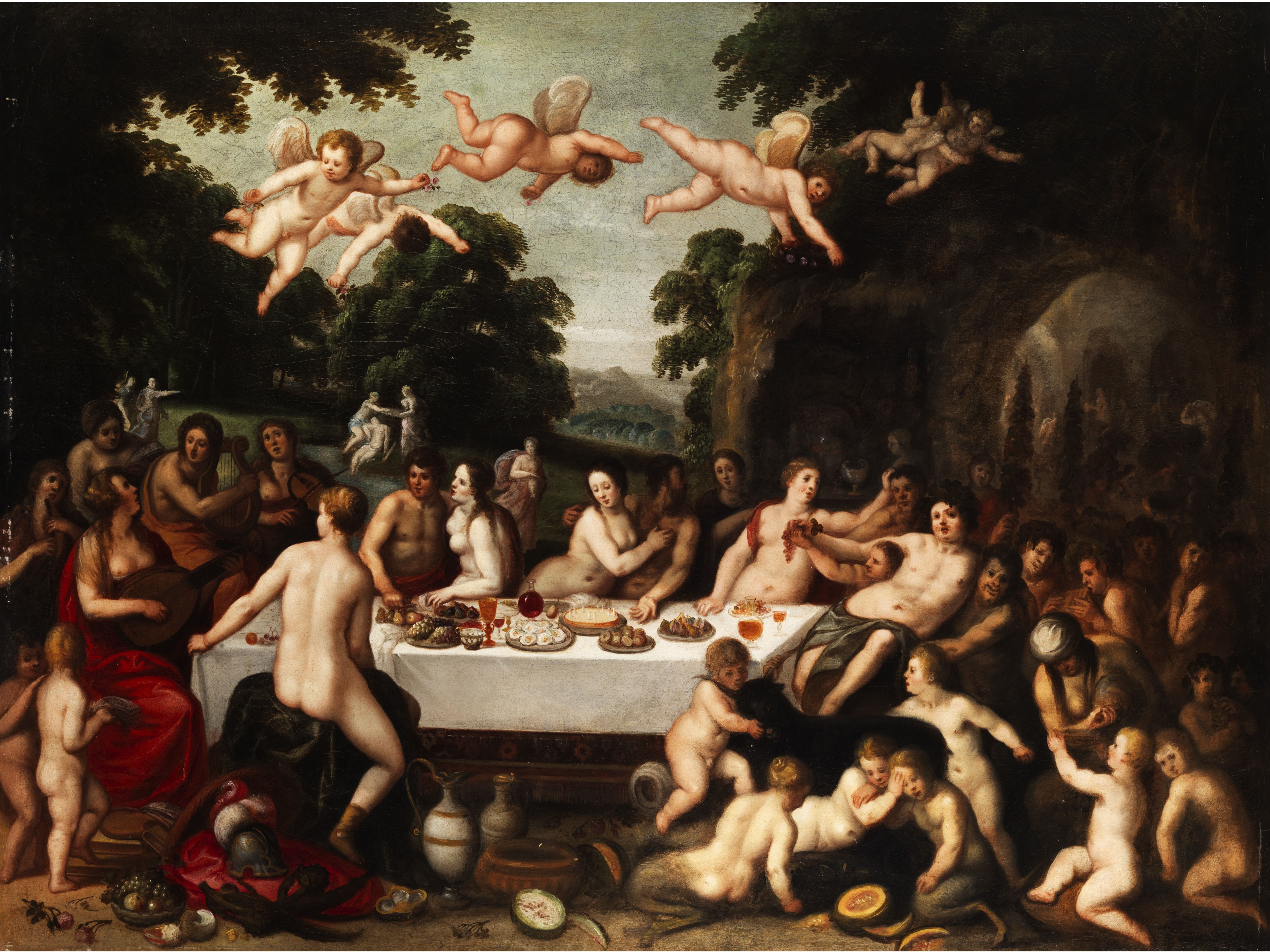
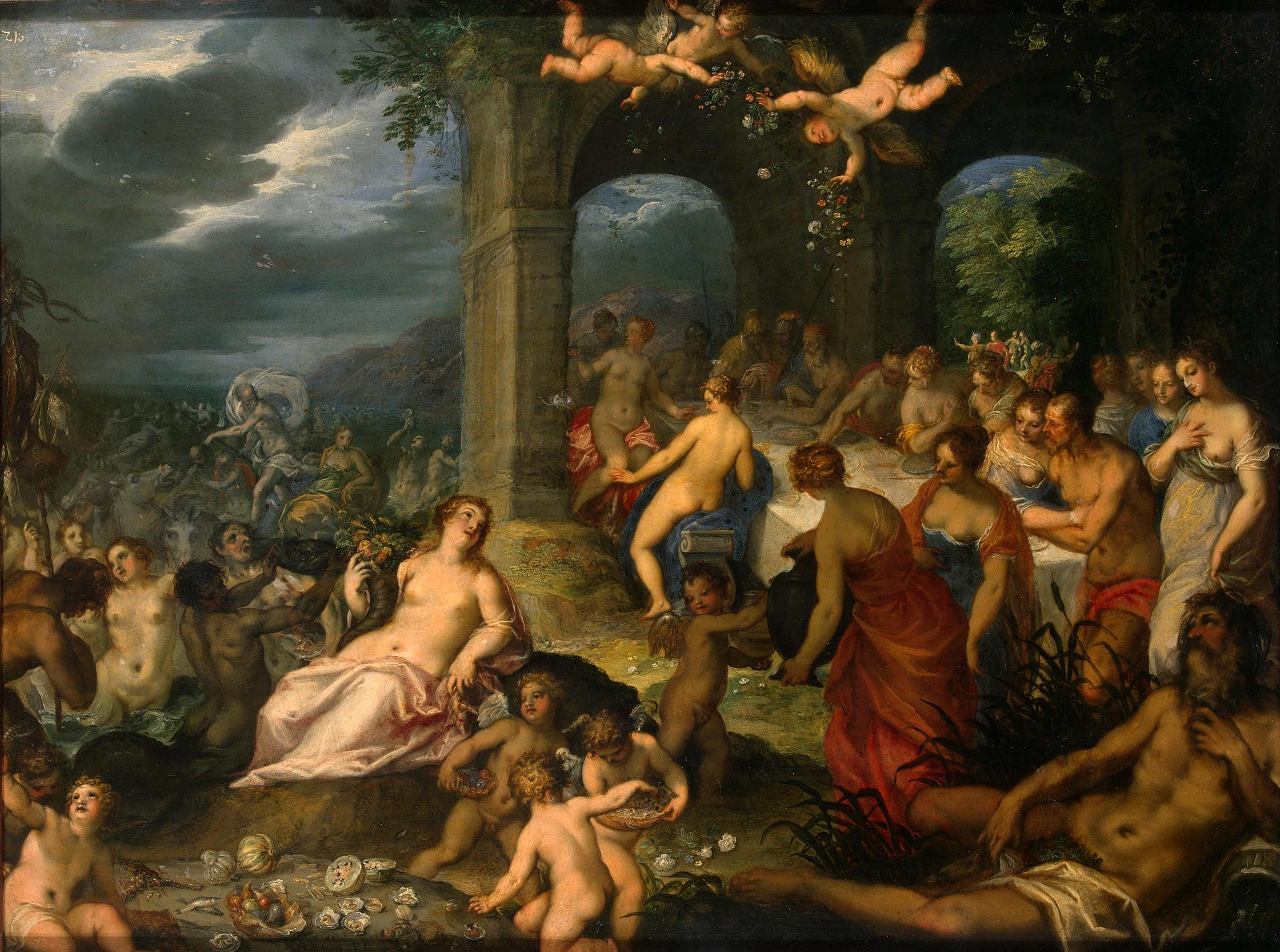
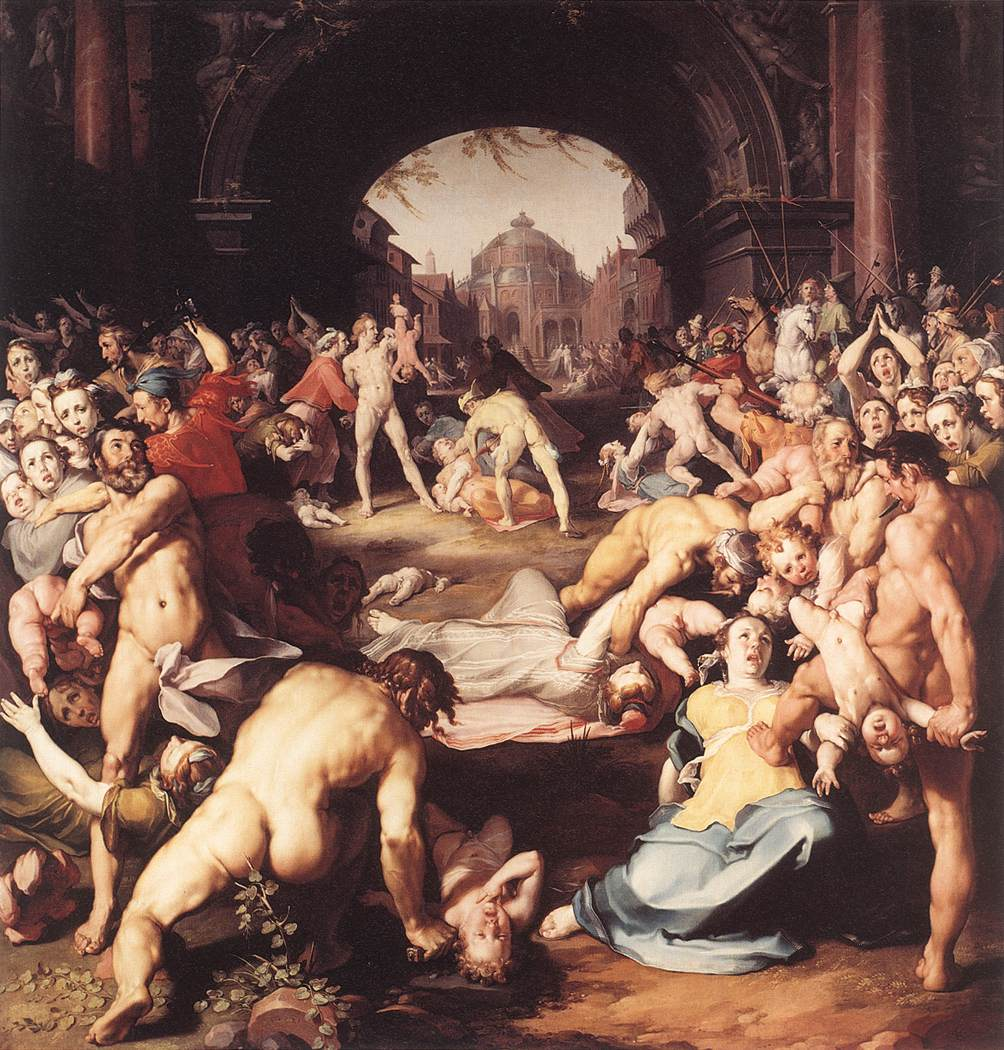
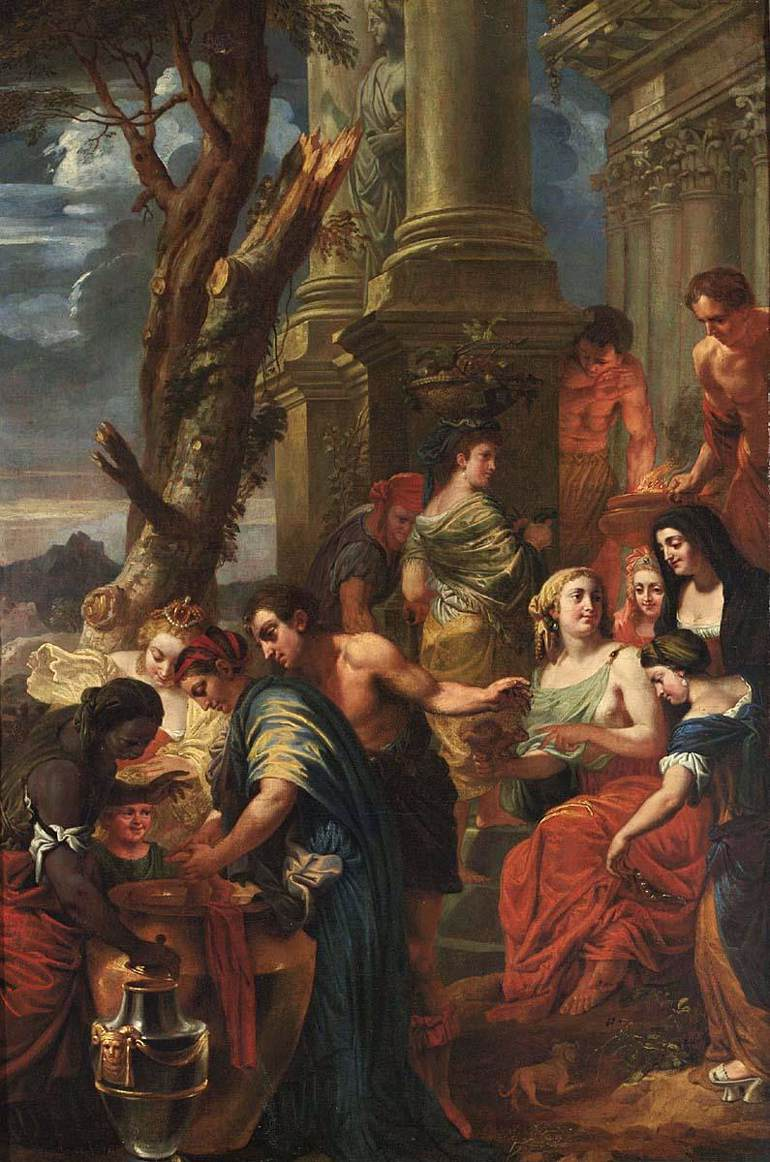
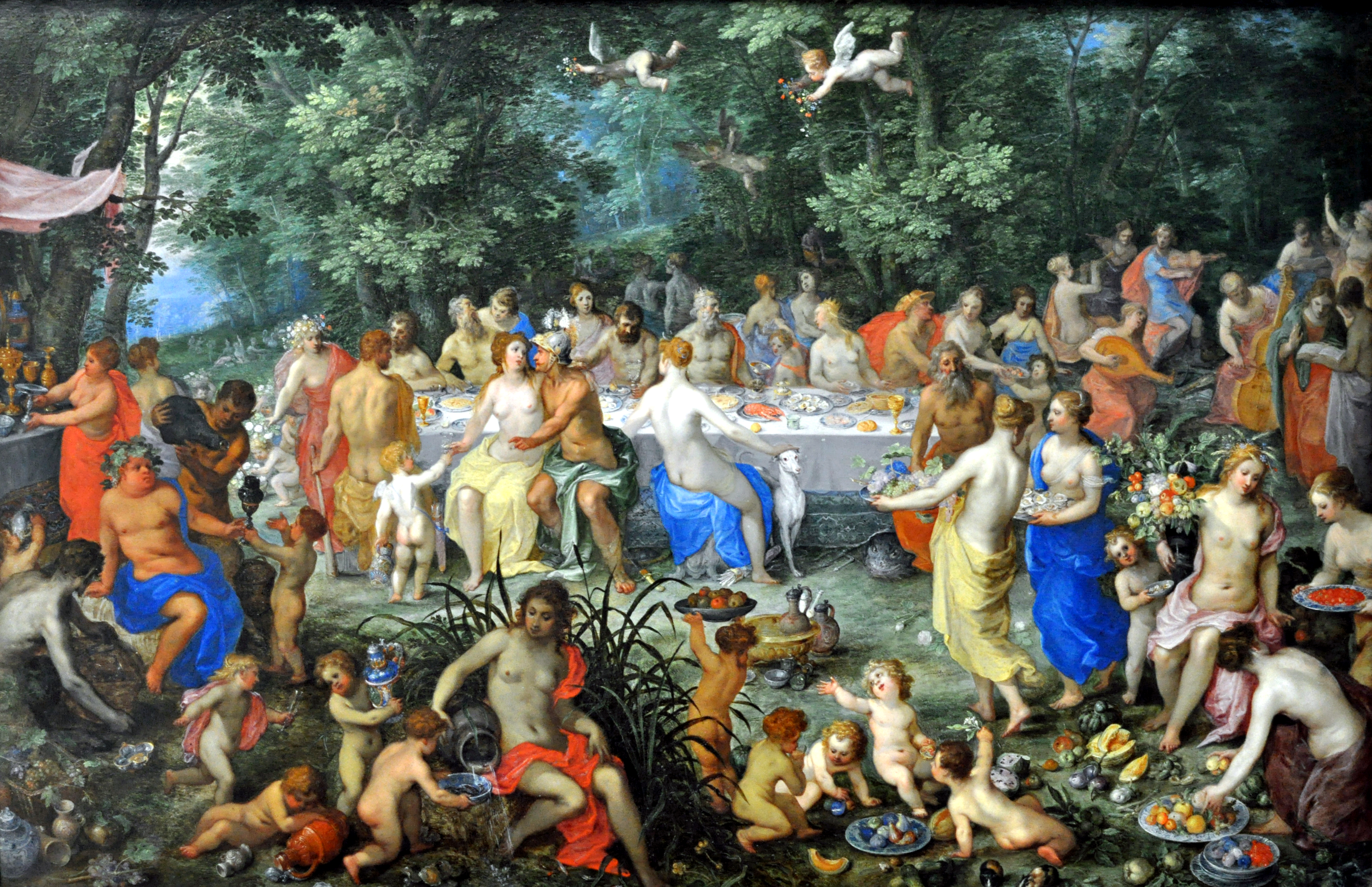

### Thetis và Achilles

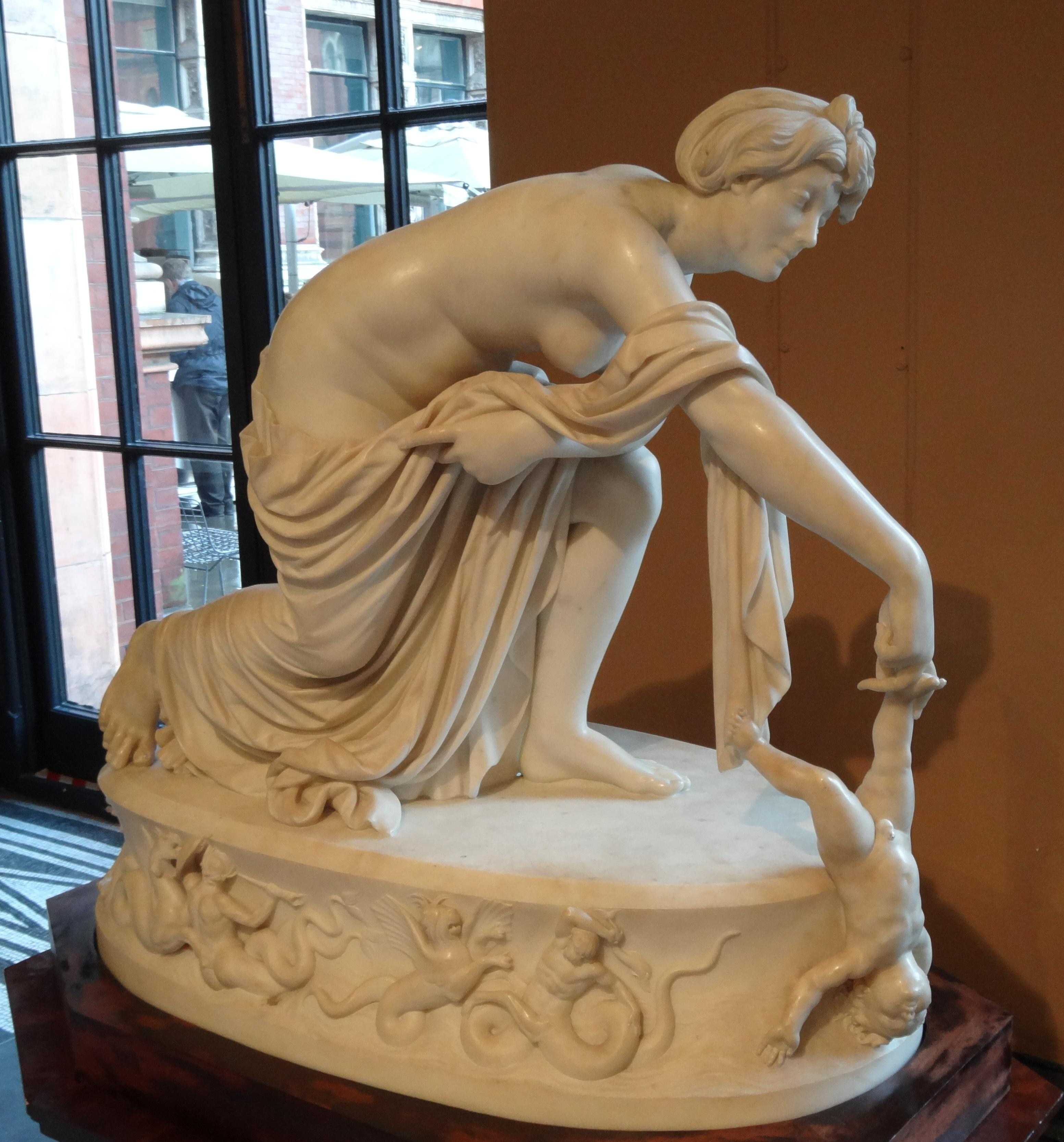
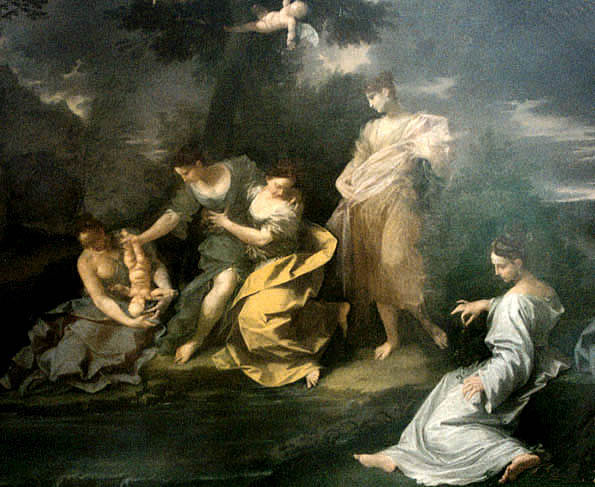
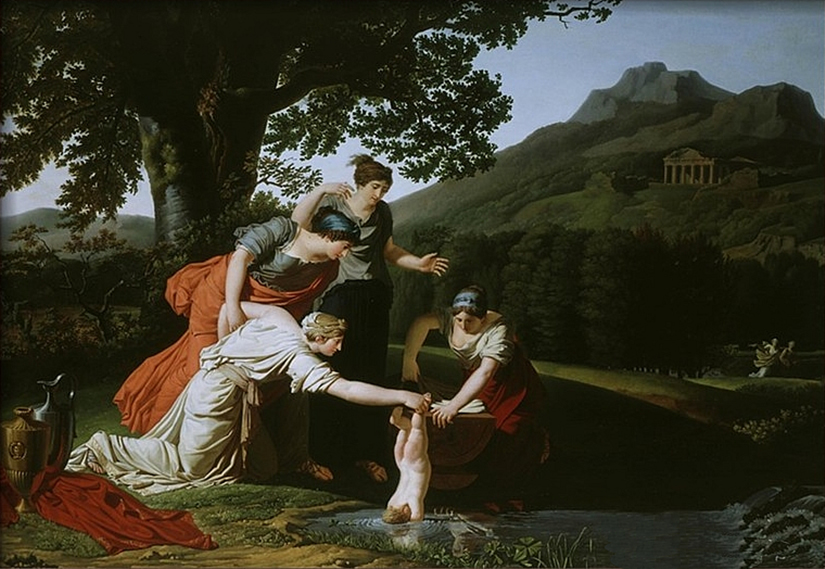
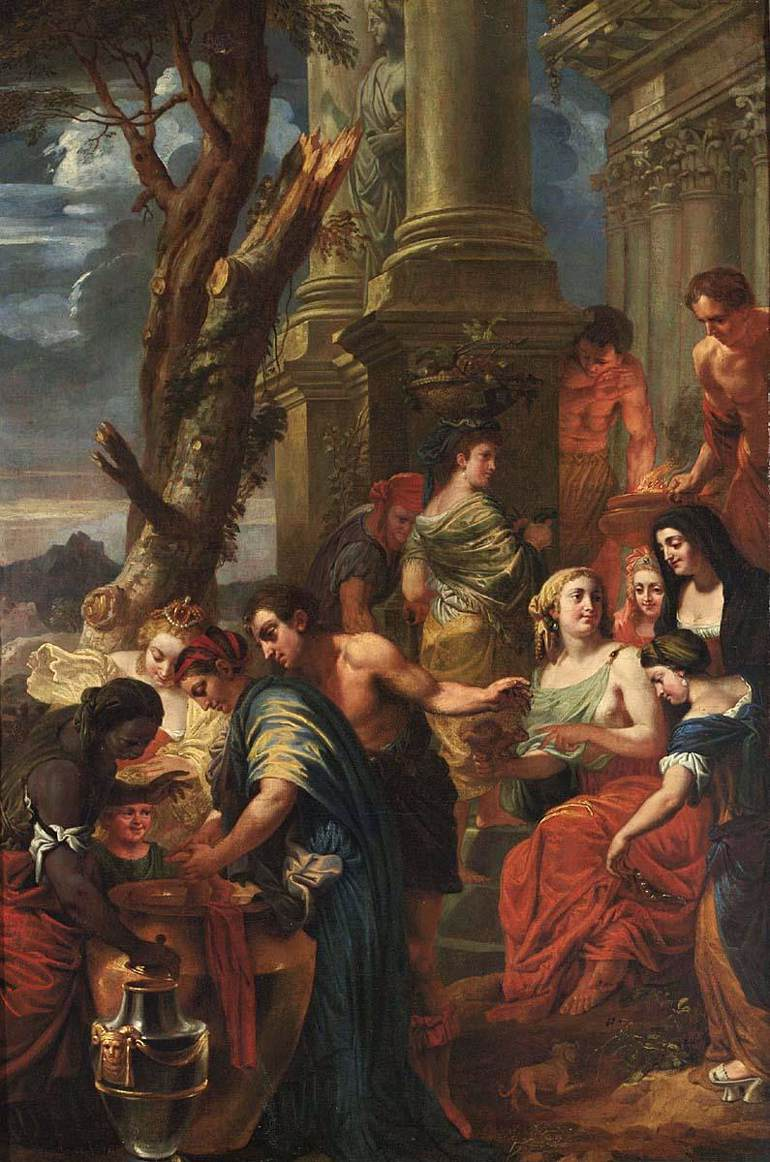
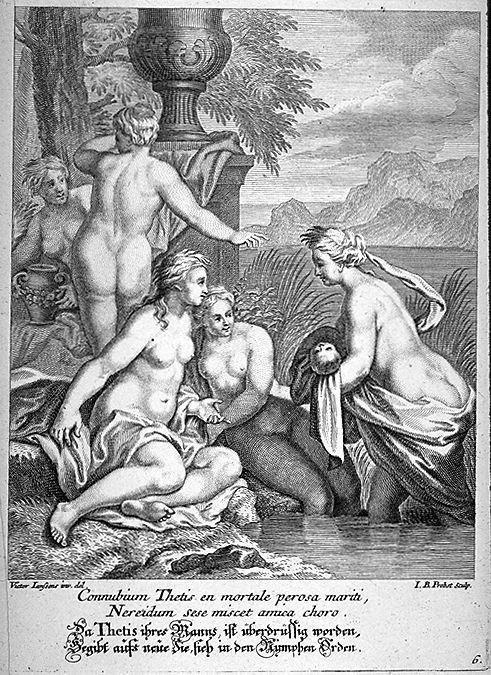
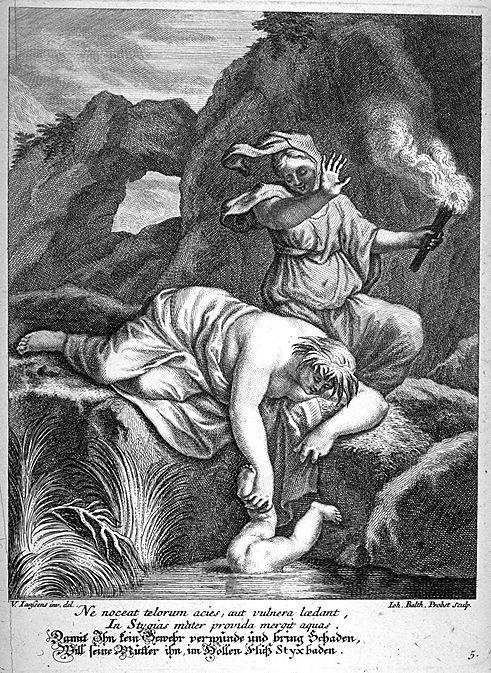
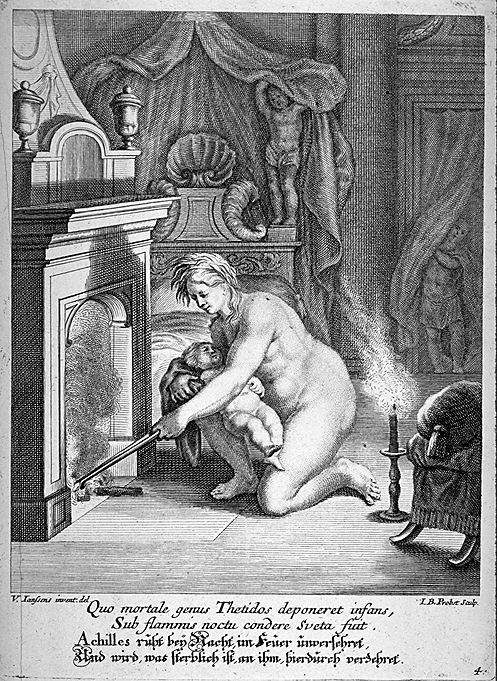
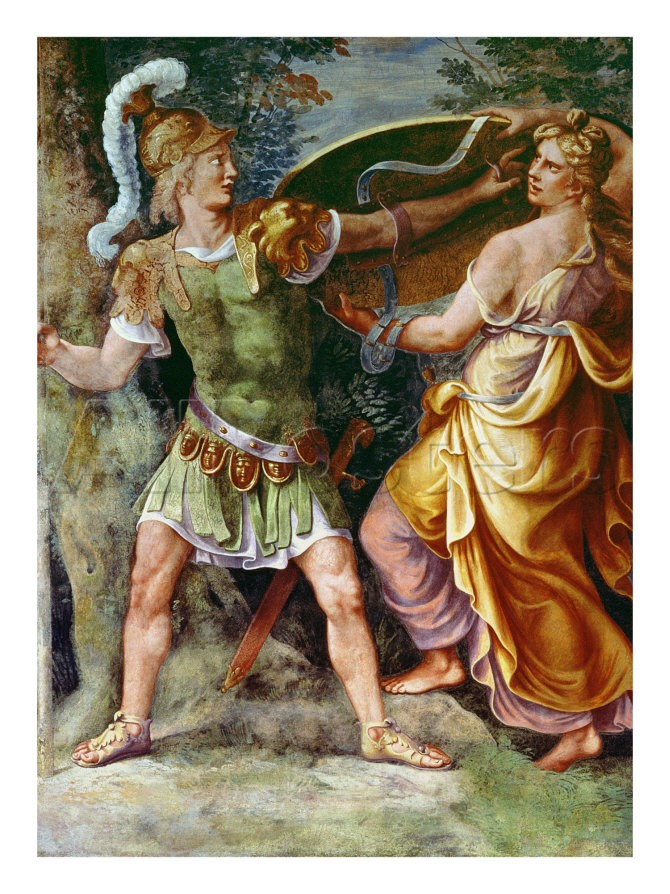
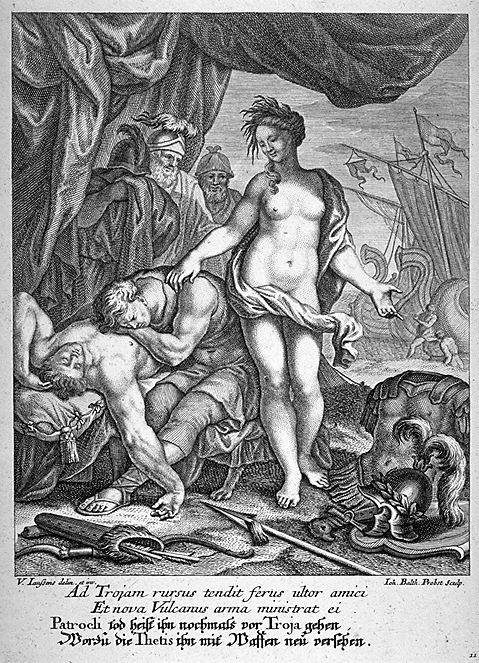
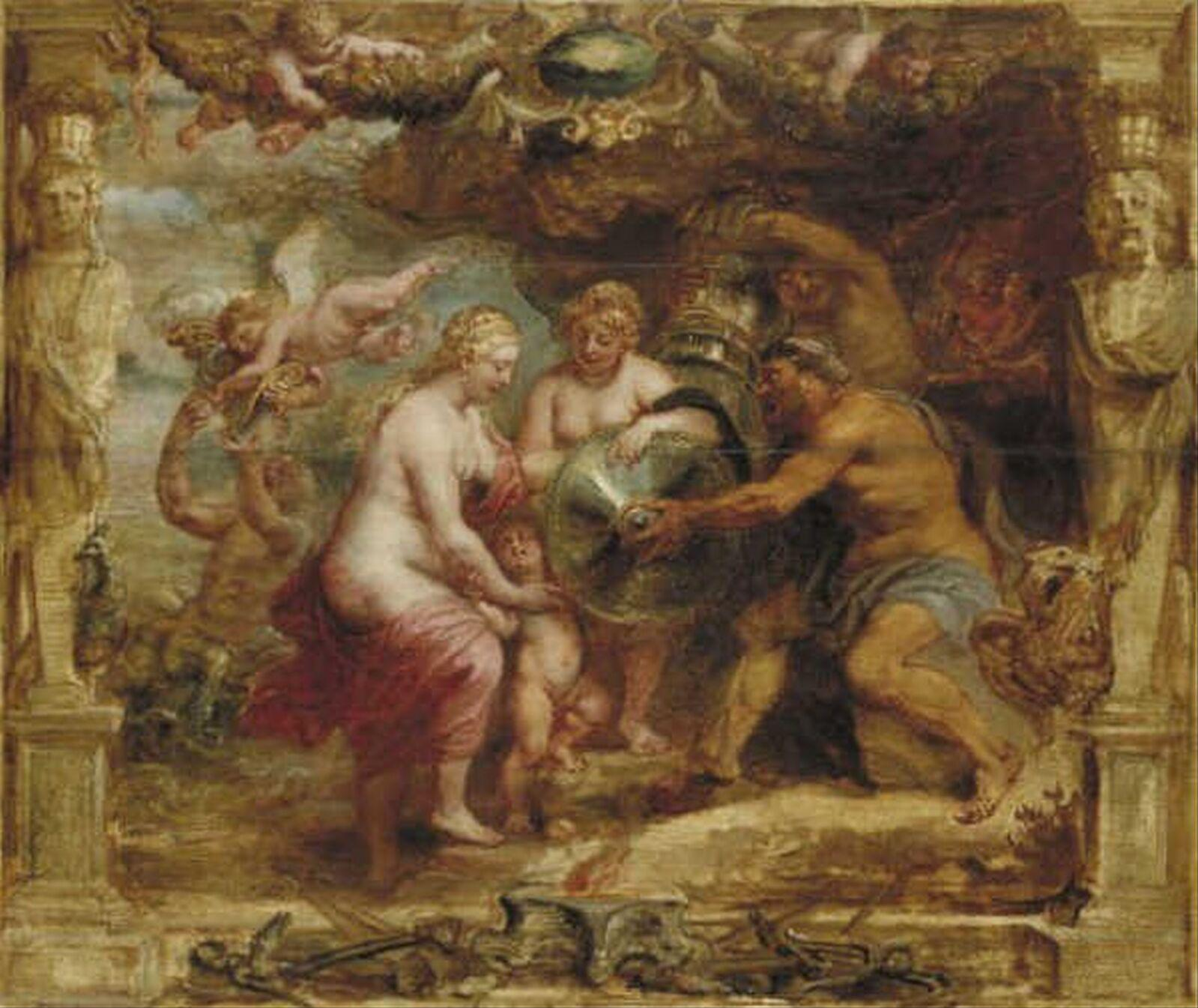
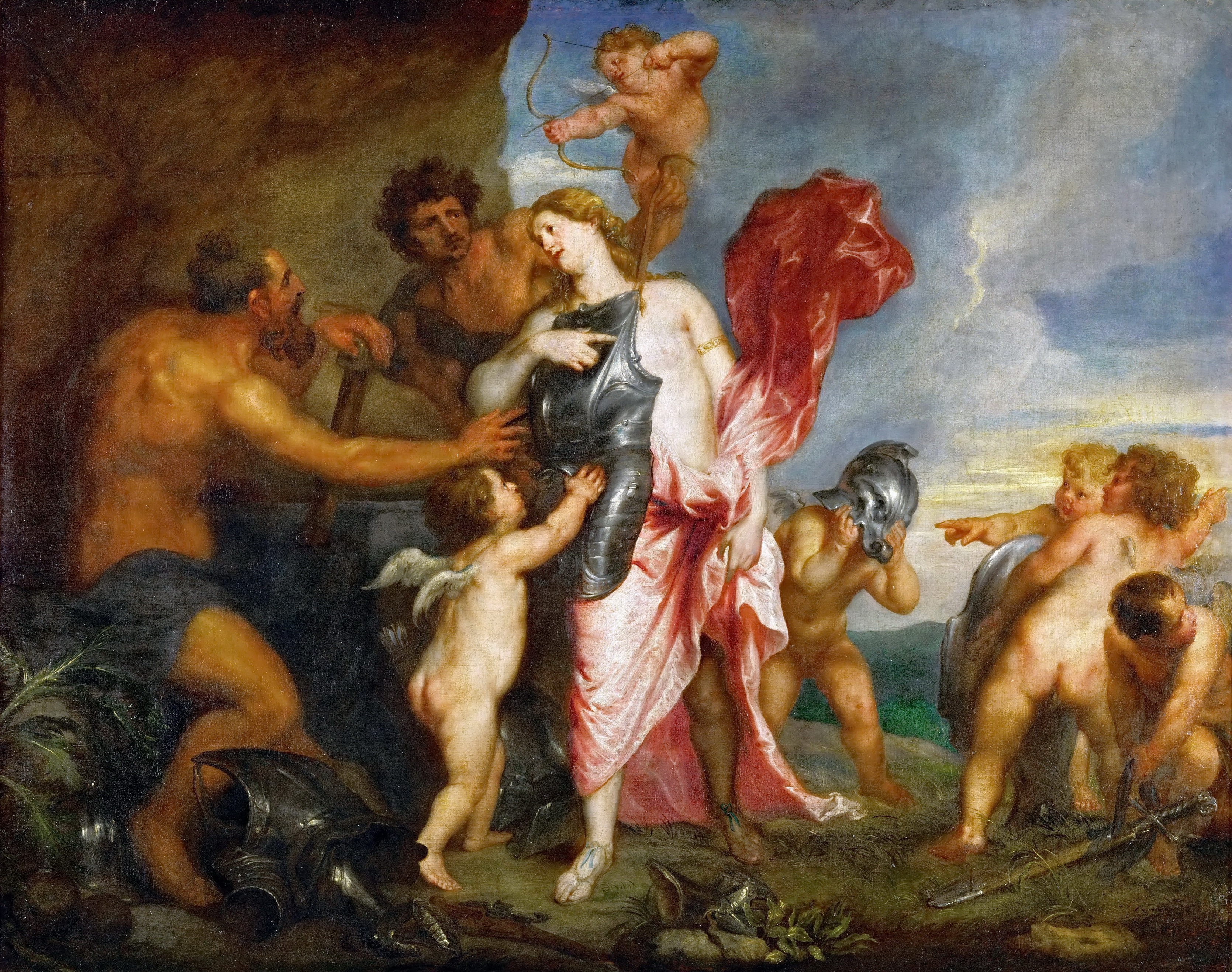
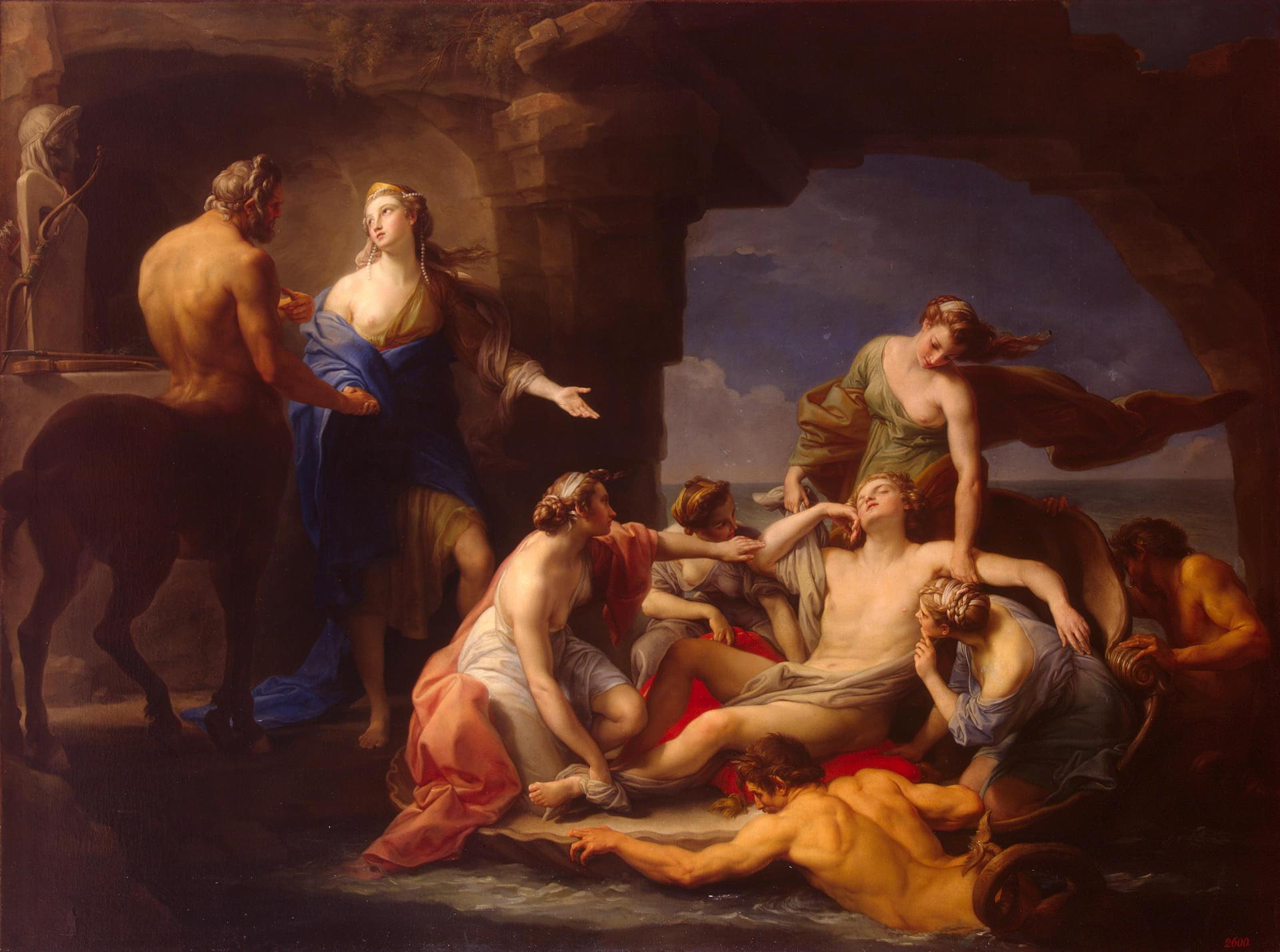
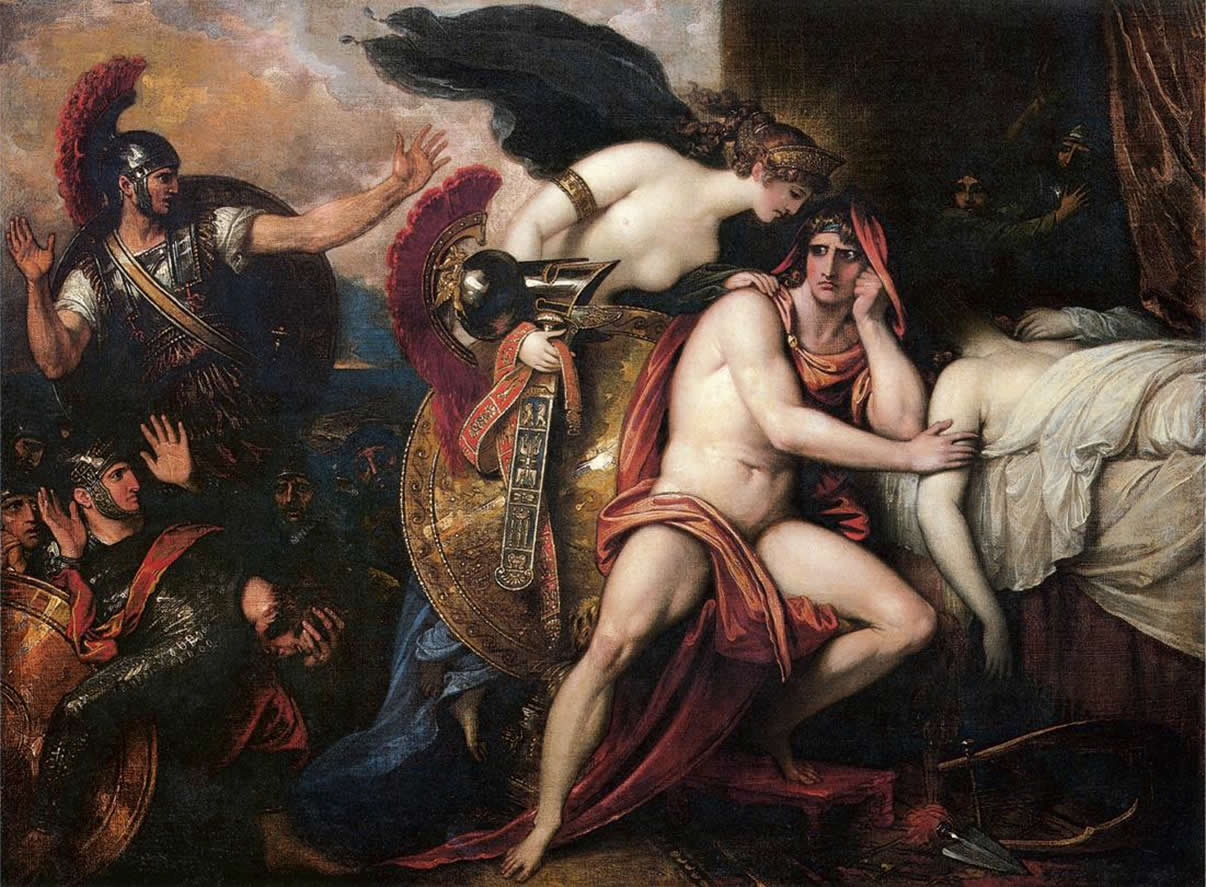
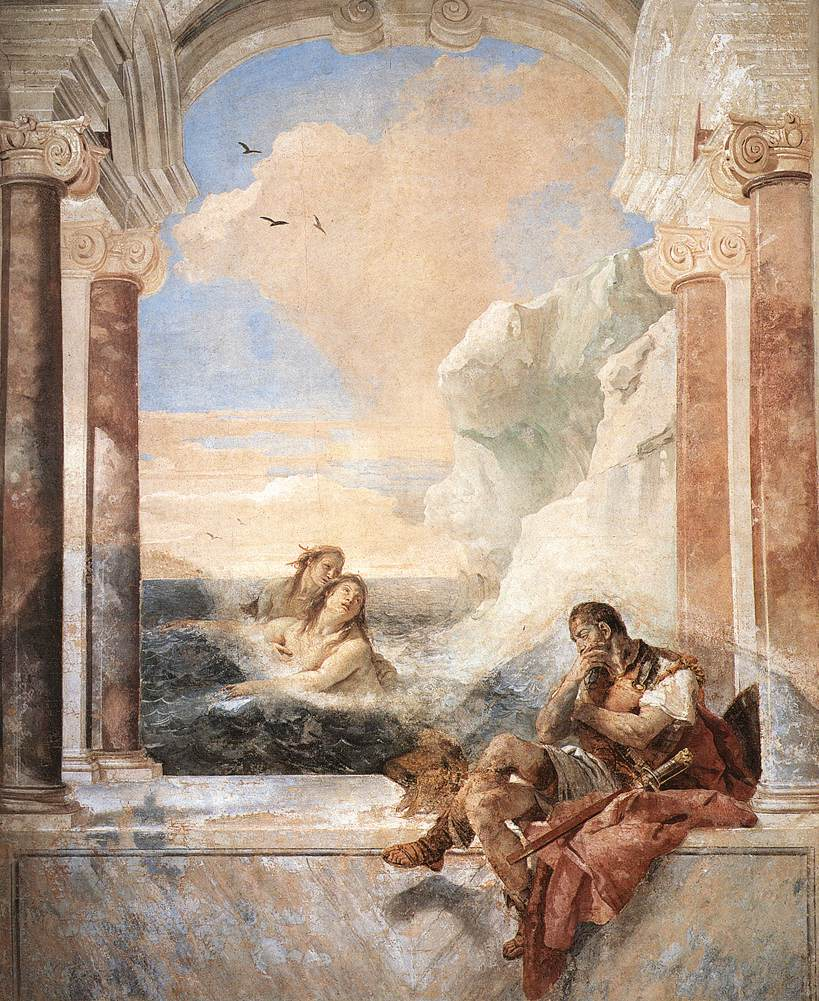
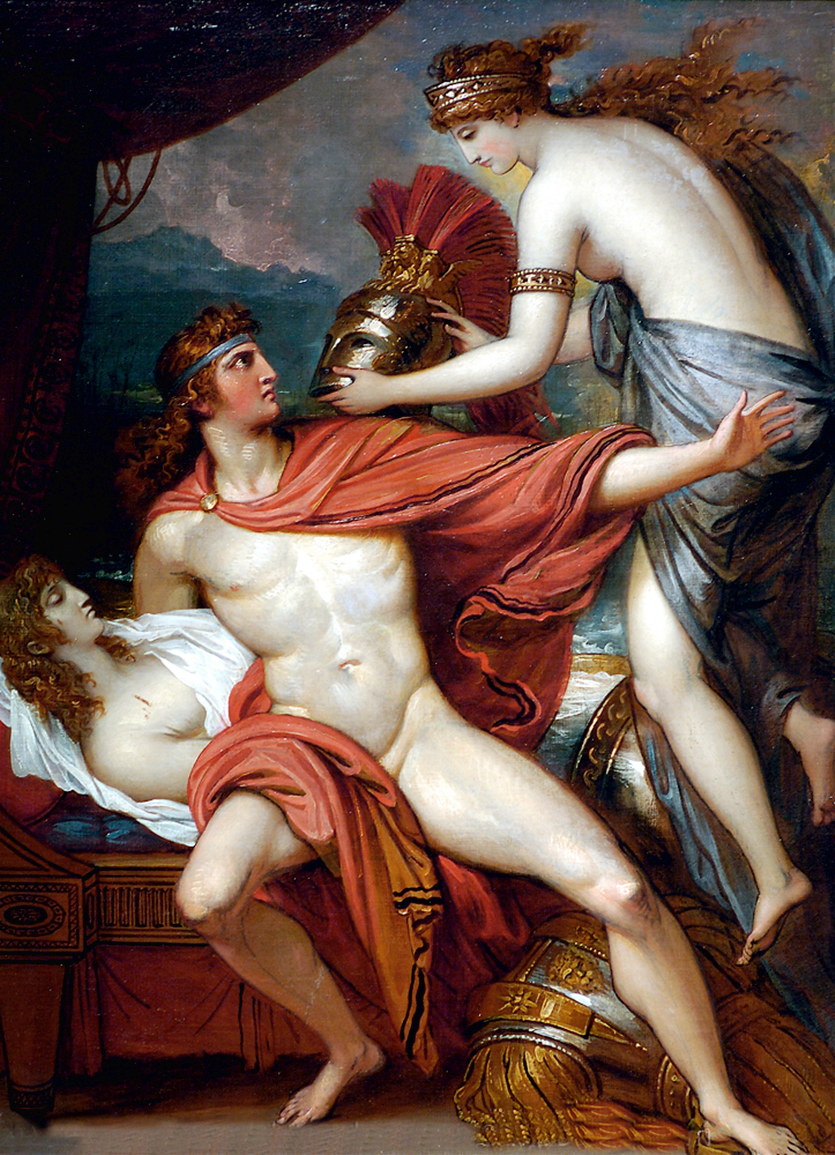
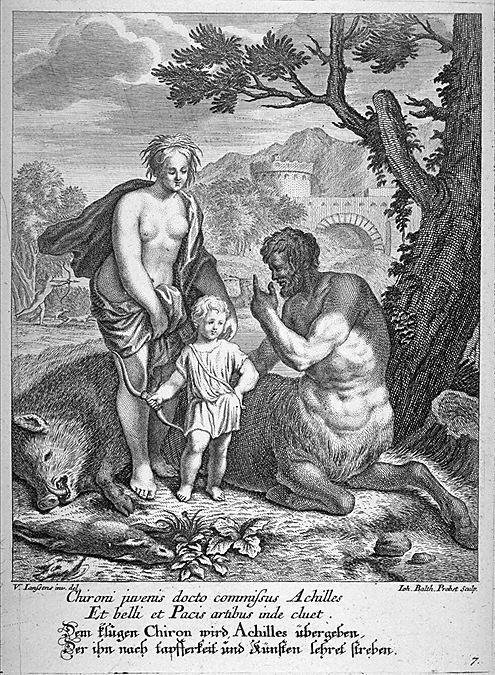